# 第二次ブルガリア帝国

ブルガリア帝国
ц︢рьство блъгарское (ブルガリア語)

イヴァン・アセン2世時代の版図

第二次ブルガリア帝国（だいにじブルガリアていこく、ブルガリア語: Второ българско царство, 英語: Second Bulgarian Empire）は、12世紀後半から14世紀末までブルガリアに存在した国家。14世紀末にオスマン帝国によって滅ぼされた。

## 歴史

### 第一次ブルガリア帝国滅亡後
1018年の第一次ブルガリア帝国の滅亡後、ブルガリアは東ローマ帝国領となった。東ローマの支配下に置かれたブルガリアではテマ制（軍管区制）が実施され、東ローマに従属するブルガリアの貴族と高位聖職者は特権を保証された。しかし、第一次ブルガリア帝国を滅ぼした東ローマ皇帝バシレイオス2世が没し、彼の後継者たちの時代になるとブルガリアには圧政が敷かれるようになる。ブルガリア内の正教徒を管轄するオフリド総主教座は大主教座に降格されてその地位にはギリシャ人が就くようになり、ブルガリア人の中から総主教を選ぶことができなくなった（ブルガリア正教会#オフリド大主教区も参照）。
1040年にミカエル4世の治下で実施された財政改革によってブルガリアの農民に金銭での納税が課され、ブルガリアの農民の生活はより圧迫された。同じ時期にブルガリアではテマ制に代わって疑似封建的な土地制度であるプロノイア制が導入され、農民は領主の搾取にも苦しめられる。1040年にマケドニア地方でブルガリア皇帝サムイルの孫ペタル・デリャンが指導する民衆蜂起が勃発し（ペタル・デリャンの蜂起）、指導者のデリャンはブルガリア帝国の再建を掲げた。デリャンの反乱は傭兵の助けを借りた東ローマ軍によって鎮圧されたがその後もブルガリアでは反東ローマの蜂起が頻発し、その背景には社会不安が存在していた。

### アセンとペタルの蜂起、ブルガリア帝国の再建

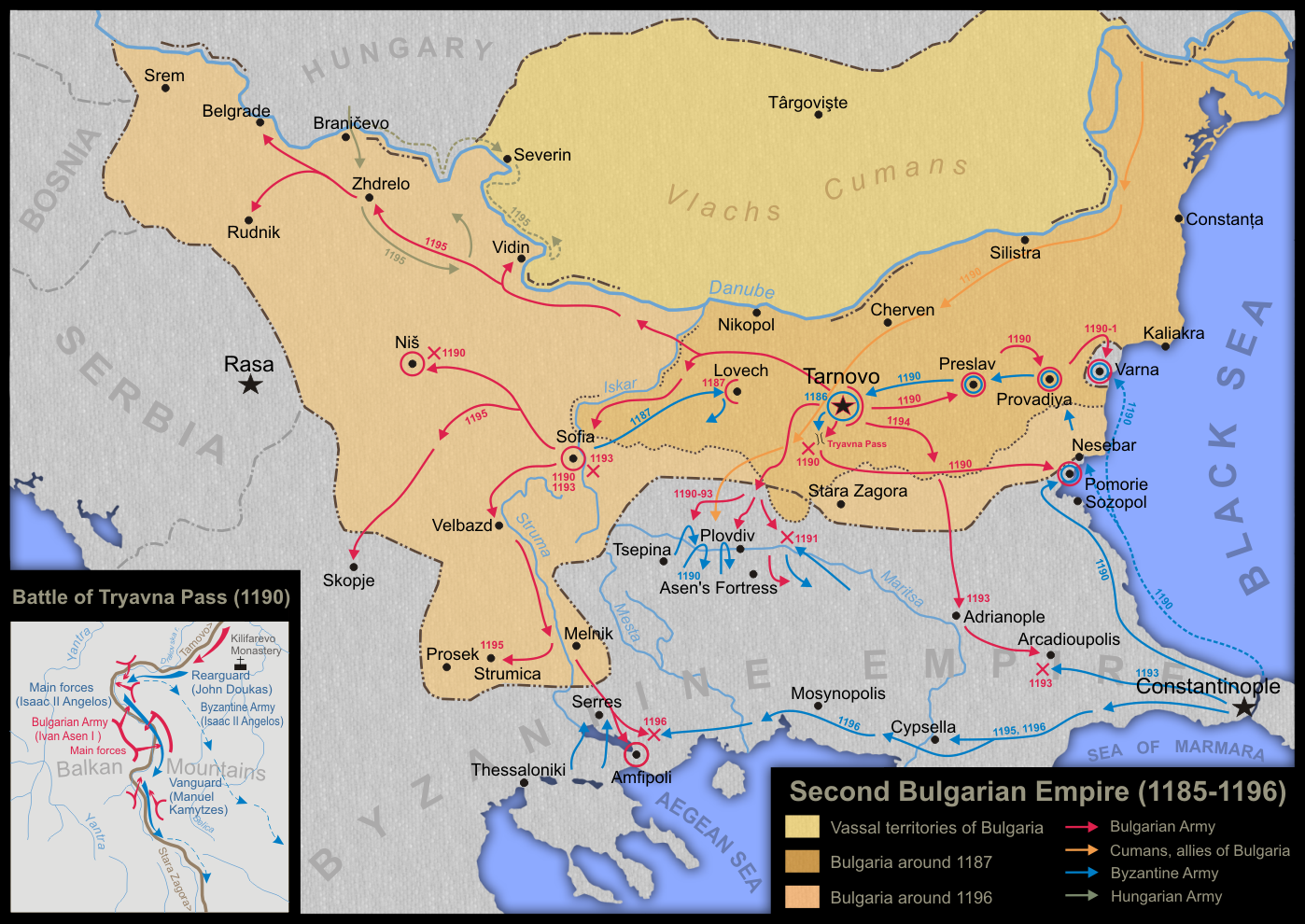
アセンとペタル時代の第二次ブルガリア帝国

1180年代にシチリア王国による東ローマ領への攻撃が始まるとブルガリアでは増税と徴兵の強化が実施され、さらに東ローマ皇帝イサキオス2世の結婚に際して特別税が課される。1185年にタルノヴォ近郊のヴラフ人（あるいはクマン人）地主ペタルとアセンの兄弟は新税の軽減とプロノイアの付与を東ローマ皇帝イサキオス2世に願い出るが、2人の要求は拒絶された。帰国したペタルとアセンはタルノヴォの聖ディミタル教会の聖別式でブルガリア国家の再興と挙兵を宣言し、ブルガリア人修道士ヴァシリィは年長のペタルを皇帝（ツァール）に戴冠した。
東ローマの統治に不満を持っていたブルガリアの人々は蜂起に参加し、ペタルとアセンは国家の継承性を強調するために第一次ブルガリア帝国時代の首都だったプレスラフを制圧した。1187年の夏にイサキオス2世が北ブルガリアに親征を行うと、ペタル兄弟はドナウ川北方の遊牧民のクマン人の元に逃れた。イサキオス2世の軍はブルガリアを破壊し刈り取った穀物を焼き払った後、解放運動は終息したと判断してコンスタンティノープルに帰還した。同年の秋にクマン人を同盟者としたペタル兄弟はブルガリアに帰国、ドナウ川沿岸部を奪回し、蜂起はトラキア、ロドピ、マケドニアにも波及した。
1188年春にブルガリア軍はタルノヴォに進軍する東ローマ軍をロヴェチで食い止め、3か月にわたる包囲を凌いだ。包囲が解除された後にブルガリアとビザンツの間に和平が締結され、この和約でブルガリアの独立が事実上承認された。和平の際、人質としてペタルとアセンの弟カロヤン・ヨアニッツァがコンスタンティノープルに送られた。

### アセン兄弟の暗殺
1189年に第3回十字軍が行われると、ブルガリアは東ローマと敵対する神聖ローマ皇帝フリードリヒ1世に同盟の締結を提案した。同盟の条件としてブルガリアが奪回した領土の保持と皇帝の称号の許可と引き換えに、神聖ローマ帝国に40,000人の援軍の提供を申し出るが、フリードリヒ1世からの回答は得られなかった。フリードリヒ1世が東ローマ領を通過した後、1190年の夏に東ローマ軍はブルガリアの首都タルノヴォに遠征を行う。天然の要害に位置する堅牢な城壁を持つタルノヴォは東ローマ軍の包囲に耐え、クマン人がブルガリアの援軍として到着した噂が広まると東ローマ軍は撤退した。追撃に出たブルガリア軍はトリャヴナでイサキオス2世が率いる東ローマ軍に大勝し、ビザンツ皇帝の象徴である帝冠、笏、衣装を手に入れた（トリャヴナの戦い）。同年にペタルは弟のアセンに帝位を譲り、自身はプレスラフを中心とするブルガリア北東部とドブルジャ地方を統治した。
ブルガリアの軍事活動はバルカン山脈南部の東ローマ領に達し、1193年にブルガリアはスレデツを回復した。また、ブルガリアは北方のハンガリー王国との戦いでも勝利を収め、長らくハンガリーの支配下に置かれていたベオグラードとブラニチェヴォを奪還した。
しかし、中央集権的な政策を採るアセン1世の元で、東ローマからの独立運動中から見られた貴族の反抗がより顕著になり、1196年に宮廷内のクーデターによってアセン1世は暗殺される。陰謀の首謀者であるアセン1世の従兄弟イヴァンコはクーデターを教唆した東ローマに援助を求めるが、東ローマから派遣された軍隊は行軍中に反乱を起こしてブルガリアに入ることを拒んだ。プレスラフを統治していたペタルは支持者から軍隊を集めてイヴァンコを東ローマに追放し、皇帝に復位した。だが、ペタルも貴族の反抗を抑えることができず、1197年に暗殺される。
空位となった皇帝の座には、コンスタンティノープルから逃亡してブルガリアに帰国していたアセン兄弟の末弟カロヤンが就いた。

### カロヤン・ヨアニッツァの時代
兄たちの跡を継いで皇帝に即位したカロヤンは、かつてのシメオン1世と同様にビザンツ帝国を見本とした国家を作るために積極的な外交政策を推し進める。
カロヤンは国内の貴族層に厳格な処置を下して政権を固め、独立状態にあったマケドニアとロドピのブルガリア人支配者、亡命先のビザンツで統治官に任命されていたイヴァンコと同盟を結ぶことに成功する。1201年に北ブルガリアに残る最後のビザンツ領であるヴァルナがブルガリアの占領下に入り、翌1202年にブルガリアと東ローマ帝国の間に和約が締結され、ブルガリアが占領した地域の獲得が正式に承認された。また、1203年に一時期ハンガリーに再占領されたベオグラードとブラニチェヴォを奪還し、帝国の北部からハンガリー人を放逐した。
カロヤンはブルガリア正教会の独立を回復するためにローマ教会との関係を強化し、1199年からブルガリアとローマ教会の交渉が開始された。1202年から交渉は活性化し、1204年秋にローマ教皇からの使節がタルノヴォを訪問した。カロヤンはローマの使節である枢機卿レオからブルガリアの「王」に戴冠されるが、カロヤンは皇帝の称号が授与されたとみなして「ブルガリア人とワラキア人の皇帝」を自称した。同年にブルガリアがローマ教会の権威を認める協定が結ばれ、建国時から続いていたハンガリーとの戦争が終息する。協定の締結後にブルガリア正教会がローマ教会からの干渉を受けることはほとんどなく、ブルガリア正教会は実質的には東方正教会に属していた。
1204年に西欧から派遣された第四回十字軍によってコンスタンティノープルが征服され、ラテン帝国が建国される。ラテン帝国の初代皇帝ボードゥアン1世は、ブルガリア人は隷属民であると宣言し、ブルガリア侵略の意思を顕わにした。ローマ教皇インノケンティウス3世はブルガリアとラテン帝国の対立を解消しようとするが、教皇の試みは失敗に終わる。ラテン帝国軍はトラキアの北部、東部に侵入し、トラキアに避難していた東ローマ貴族は東ローマ帝国の帝位を条件にブルガリアに保護を求めた。要請に応えたブルガリアは東トラキアの住民反乱を扇動し、またフィリッポポリス（現在のプロヴディフ）とアドリアノープル（現在のエディルネ）を占領した。
翌1205年4月14日にカロヤンはアドリアノープル（現在のエディルネ）付近の戦いでラテン帝国軍に大勝を収め、ラテン皇帝ボードゥアン1世を捕らえて処刑した。しかし、ブルガリアの軍事的成功はトラキアの東ローマ貴族に不安を与え、彼らはブルガリアとの同盟を解消してラテン帝国の側に付いた。カロヤンは裏切りの報復として東トラキアを破壊・略奪し、征服地の住民をドナウ川沿岸部に移住させた。カロヤンはかつて「ブルガリア人殺し」と呼ばれたバシレイオス2世のように「ローマ人殺し」の渾名で呼ばれるようになる。
カロヤンは1207年までに第一次ブルガリア帝国が領有していたマケドニア地方の大部分を再征服するが、同年のテッサロニキ包囲中に部下の裏切りによって急死する。カロヤンの死後、暗殺の首謀者であるカロヤンの甥ボリルが帝位を簒奪し、帝位の継承権を有していたアセン1世の子イヴァン・アセン（後のイヴァン・アセン2世）とアレクサンダルの兄弟はルーシのガリツィア公国に亡命した。
ボリルの即位後、ブルガリアの封建貴族は再び自立性を強め、ロドピ、中部マケドニアの地方領主は中央から独立した統治を行い独自に外国と同盟した。即位当初ボリルはカロヤンと同じく反ラテン帝国路線を取るが、1214年にブルガリアはローマ教会の介入によってラテン帝国とハンガリー王国の二国と和平を結んだ。一方、ブルガリア国内では貴族層と民衆の両方がボリルの統治に不満を抱くようになり、ヴィディンではボリルに対する反乱が発生した。
1217年にイヴァン・アセン2世は傭兵を率いてブルガリアに帰国し、ボリルに戦いを挑んだ。7か月に及ぶ包囲の後に市民が城門を開いてイヴァン・アセン2世を迎え入れ、1218年春にイヴァン・アセン2世はボリルを廃位して帝位に就いた。

### 最盛期

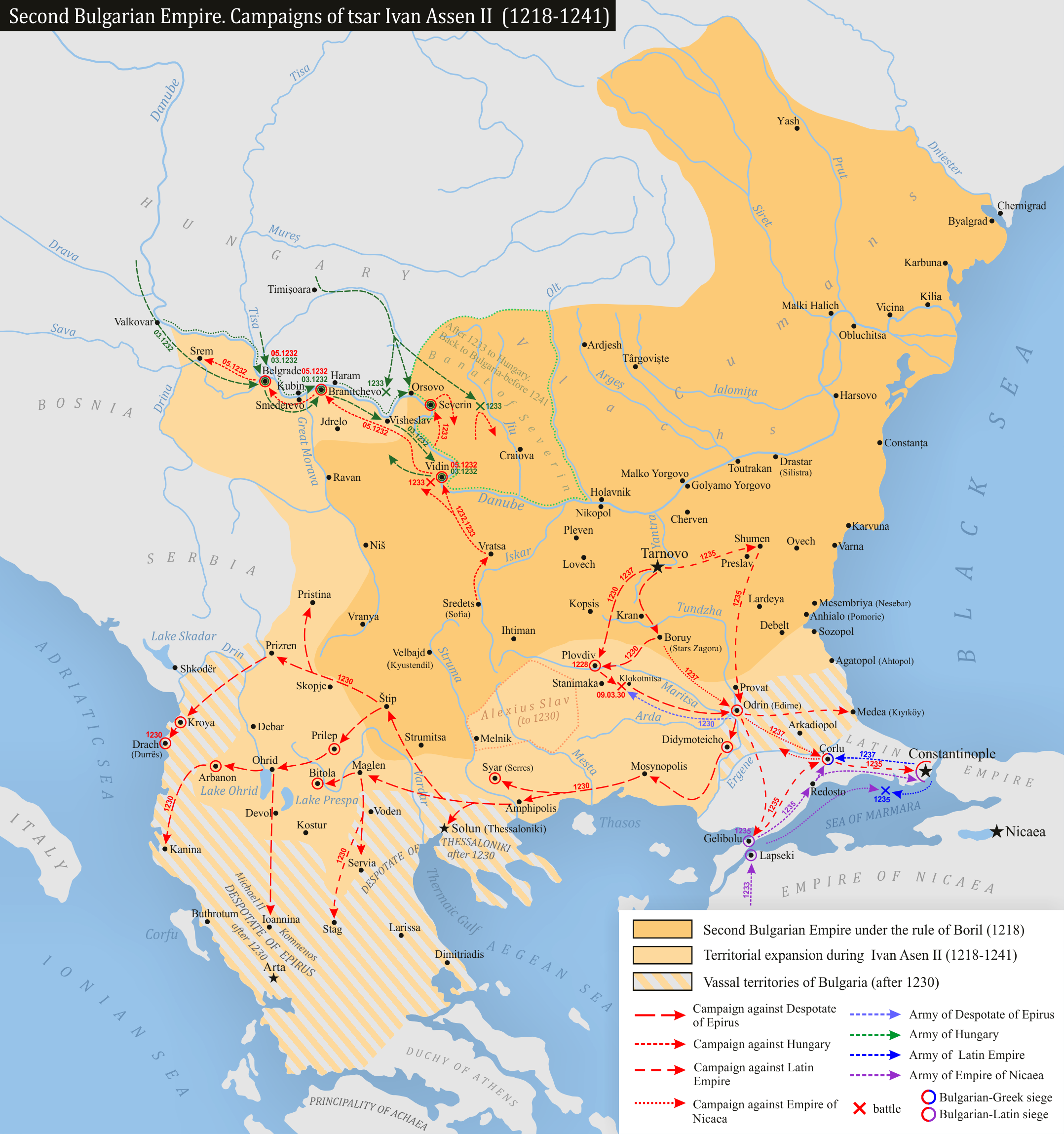
イヴァン・アセン2世の軍事活動と支配領域

イヴァン・アセン2世の治世にブルガリア帝国は最盛期を迎える。アセン2世は国境地帯の防御を固めつつ、ハンガリー王国、セルビア王国、ニカイア帝国、エピロス専制侯国といった近隣の国家と婚姻関係を作り、国際社会におけるブルガリアの地位を高めた。この時代にブルガリアは完全に統一され、国土の統一は経済と文化の発展に好影響を及ぼした。
1223年にテッサロニキを占領したエピロス専制侯国がバルカン半島情勢の中心に台頭すると、ブルガリアはエピロスとの間に協定を結んだ。他方、エピロスと戦うにあたっての協力者を求めるラテン帝国の諸侯は、イヴァン・アセン2世に幼帝ボードゥアン2世の後見を依頼し、ブルガリアとラテン帝国との間にも同盟関係が成立する。エピロス専制侯国の君主テオドロス1世は盟約を破棄してブルガリアに遠征するが、1230年3月9日にアセン2世はクロコトニッツァでエピロス軍を破ってテオドロス1世と彼の家族を捕虜とした（クロコトニッツァの戦い）。戦後ブルガリアはエピロスをブルガリアの影響下に置き、トラキアの大部分、ロドピ地方、マケドニア全土、アルバニアを制圧した第二次ブルガリア帝国の支配領域は第一次ブルガリア帝国の最大版図に並んだ。
クロコトニッツァの戦いを経たブルガリアはバルカン半島第一の大国となる。ローマ教会はブルガリアのラテン帝国への攻撃を牽制するため、ハンガリーにブルガリア北西部への攻撃を促した。ハンガリー軍はベオグラード、ブラニチェヴォ、ヴィディンを一時的に占領するが、アセン2世の兄弟アレクサンダルによってハンガリー軍は撃退される。ブルガリアとラテン帝国、ハンガリーの関係は悪化し、カロヤンの治世に成立したローマ教会との合同も事実上解消された。
カトリック世界との対立が顕著になると、イヴァン・アセン2世はニカイア帝国との同盟とブルガリアの東方正教会への復帰を試みる。1235年にブルガリアとニカイアの間に反ラテン帝国の同盟が結ばれ、同時に東方正教会の全総主教の合意によってブルガリア総主教座が再興され、第1次ブルガリア帝国の滅亡以来失われていたブルガリア正教会の自治独立が回復された。しかし、アセン2世はニカイア帝国がブルガリアの脅威になると考え直し、翌1236年にラテン帝国との関係を回復した。
イヴァン・アセン2世はブルガリア帝国の最大版図を実現するが、彼の死後に皇帝の支配権は弱体化し、ブルガリアは周辺の国家からの攻撃に晒される。

### モンゴルの襲来

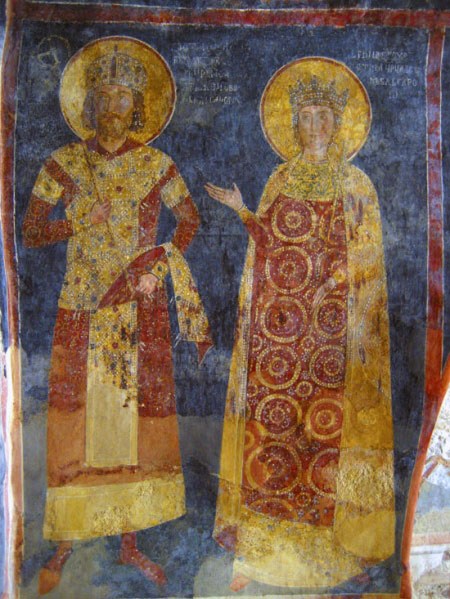
コンスタンティン・ティフ

アセン2世の治世末期に東方で拡大するモンゴル帝国の軍が東ヨーロッパを席巻していた（モンゴルのヨーロッパ侵攻、モンゴルのポーランド侵攻）。1241年のイヴァン・アセン2世の死後、アセン2世とハンガリー出身の妃アンナ・マーリアの子であるカリマン1世が帝位を継いだ。1242年、オゴデイ・ハーンの訃報が届くと東方に退却を開始した。3月にモンゴル軍は帰路でブルガリアとセルビアを通過したが。ブルガリアはモンゴル軍を攻撃した。翌年、モンゴル軍は復讐戦に戻ったが講和を結んで戦闘は行なわれず、ブルガリアにはモンゴルへの貢納が課され、13世紀末にはブルガリアはモンゴル国家のジョチ・ウルスの従属国とされた。
1246年にカリマン1世は義母のイレネ（イリニ）によって毒殺され、イレネの子であるミハイル・アセンが即位し、ニカイア、セルビアとの戦争が開始された。ブルガリアの勢力下に置かれていたセラエ（現在のセレス）、テッサロニキ、アドリアノープル、ロドピ山脈地方はニカイアによって占領され、1247年にブルガリアはニカイアと和約を結んだ。1256年秋にミハイル・アセンが政敵に殺害された後、アセン家の血統に連なる3人の皇族が帝位を争う。最終的には、1257年にステファン・ウロシュ1世の甥にあたるスコピエのコンスタンティン・ティフがタルノヴォの貴族によって皇帝に選出された。コンスタンティンはハンガリーを攻撃するが敗北し、西北ブルガリアの領土を喪失する。コンスタンティンは足を折ってしまったために国政に参加することができなくなり、彼の後妻である東ローマ皇族出身の皇妃マーリアが実質的な最高権力者として君臨した。
国家の権威の失墜、中央権力の弱体化はブルガリアに無秩序をもたらし、軍費を調達するために民衆に重税が課せられた。13世紀末からブルガリアではジョチ・ウルスの侵入が頻繁に起こるようになり、また1272年にはヴィディンを統治する南ルーシから亡命した領主ヤコブ・スヴェトスラフがブルガリア皇帝を自称して独立した。民衆は搾取以外にジョチ・ウルスを初めとする外国からの侵入者の略奪にも苦しめられるが、皇帝と貴族は外敵の侵入を進んで対処しようとしなかった。

### 農民皇帝の即位
13世紀半ばから続く混乱期には民衆の反乱が頻発するが、1277年に起きたドブルジャの豚飼いイヴァイロ（在位：1277年–1280年）の蜂起（イヴァイロの蜂起）は皇帝軍とジョチ・ウルスの双方に大きな打撃を与えた。イヴァイロの蜂起にはモンゴルの略奪に不満を抱いた農民が多く参加し、蜂起は支配者に対する反封建的な性質と、権威を失った皇帝に対して「正しい皇帝像」の復興を求める性質が併存していた。
1277年に「神の啓示を受けた」豚飼いイヴァイロは仲間や農民に困窮から脱出する道を説いて回り、イヴァイロの周りに集まった義勇兵はモンゴル軍を破り、彼らをドナウ川の北方に後退させた。この戦勝がきっかけとなって、皇帝に失望していた農民たちがよりイヴァイロの元に集まるようになる。同年秋にイヴァイロはタルノヴォに向かい、進軍中に民衆から皇帝に推戴された。義勇軍は進軍中の会戦で皇帝コンスタンティン・ティフを敗死させ、1278年にタルノヴォを包囲する。イヴァイロの蜂起に対して東ローマ皇帝ミカエル8世は当初イヴァイロへの接近を試みるが蜂起が階級闘争的な性質を持ち合わせていることを知ると翻意し、ギリシャ文化に同化したアセン家の皇族イヴァン・アセン3世（在位：1279年–1280年）をブルガリア皇帝に擁立する。ミカエル8世はイヴァン・アセン3世に軍隊を付けてブルガリアに送り返した。東ローマ軍の接近を知ったイヴァイロはタルノヴォの政府と講和し、未亡人となっていた皇妃マリアと結婚してヨーロッパ初の農民皇帝として帝位に就いた。
皇帝に即位したイヴァイロは南から進軍する東ローマ軍と北のモンゴル軍の両方と戦わなければならず、迎撃に出たイヴァイロがタルノヴォを留守にしている間にクマン人の血を引くゲオルギ・テルテルらタルノヴォの貴族がクーデターを起こし、イヴァン・アセン3世をタルノヴォに迎え入れた。東ローマの包囲を破ったイヴァイロはタルノヴォに戻り、イヴァン・アセン3世はコンスタンティノープルに逃亡した。しかし、イヴァン・アセン3世の失脚後にゲオルギ・テルテルがタルノヴォの貴族によって皇帝に推戴された。イヴァイロとゲオルギ・テルテルの戦いはおよそ1年の間続くが厭戦気分の高まるイヴァイロの軍は次第に劣勢になり、1280年にイヴァイロは皇帝の地位を失った。失脚したイヴァイロはジョチ・ウルスに亡命するが、宴席の座でジョチ・ウルスの有力者ノガイによって殺害された。

### テルテル家の統治
ゲオルギ1世テルテル即位後のブルガリアには半独立状態の封建領主が乱立していた。
- ブラニチェヴォ - ダルマンとクデリンの兄弟
- ヴィディン - シシュマン
- バルカン山脈山麓部とスレドナ・ゴラ山脈 - スミレツ、ラドスラフ、ヴォイシルの3兄弟
- クラン (ブルガリア)（英語版）（クルン） - エルティミル

1285年にジョチ・ウルスがブルガリアで大規模な破壊を行うとゲオルギ1世はノガイに従属を誓い、息子のテオドル・スヴェトスラフ を人質に差し出し、娘をノガイの子チャカに嫁がせた。1292年に政争に敗れたゲオルギ1世は東ローマ帝国に亡命し、ノガイはスレドナ・ゴラのスミレツをブルガリア皇帝に擁立して自分の傀儡とした。スミレツの治世にブルガリアの領土の一部がセルビアに併合されてヴィディンが攻撃を受けるが、積極的な対応は行われなかった。
1299年にジョチ・ウルスの内戦によってノガイが戦死した後、ノガイの子チャカがテオドル・スヴェトスラフに伴われてブルガリアに亡命する。タルノヴォの貴族たちに賄賂を贈ったチャカはブルガリア皇帝に選出されるが、1300年にテオドルはチャカを殺害し、彼の首をトクタ・ハンの元に届けた。その対価として、ジョチ・ウルスからブルガリアにベッサラビア地方が返還された。
モンゴルの支配から脱したテオドル・スヴェトスラフは敵対する貴族と高位聖職者への牽制として、以前から他国に内通している疑いがかけられていたタルノヴォの総主教ヨアキム3世に極刑を下した。テオドルは即位から3年の間に東ローマ帝国からの内政干渉を絶ち、また貴族の反抗を抑えて中央集権化に成功する。テオドルは長年ブルガリアに干渉を行ってきた東ローマに対して攻勢に転じ、東ローマによって占領された北トラキア、ザゴラ、黒海沿岸部の都市がブルガリアの元に戻った。1308年に東ローマとの間に結ばれた和約で、ブルガリアが奪還した地域の支配が認められる。セルビアとの関係は反東ローマ政策によって改善され、1321年に東ローマで帝位を巡る内戦が起きた際には、ブルガリアは内戦の当事者の一方であるアンドロニコス3世に加担して領土の拡大を図った。
1321年にテオドル・スヴェトスラフが没すると、テオドルの子のゲオルギ2世テルテルが帝位を継ぐ。ゲオルギ2世は内戦で分裂した東ローマに進攻し、フィリッポポリスなどの都市を奪回した。ゲオルギ2世の軍はアドリアノープルにまで南下するが、行軍の途上でゲオルギ2世は急死する。フィリッポポリスは東ローマに再占領され、指導者を失ったブルガリアは危機に陥る。

### シシュマン家の皇帝
1323年にヴィディンのデスポット（封建領主）・ミハイル・シシュマンが貴族に推戴されて帝位に就く。新たな皇帝に選出されたミハイル3世は、北トラキア、ザゴラ、黒海沿岸部に侵入した東ローマの軍を撃退し、1324年にブルガリアと東ローマの間で結ばれた和約でこれらの地域を回復した。往時のブルガリアの勢力を回復するため、ミハイル3世は東ローマ帝位を巡って争うアンドロニコス3世とその父のアンドロニコス2世の両方に支援を行い、1327年にはコンスタンティノープルの占領を企てたが計画は失敗に終わった。1328年に内戦を制したアンドロニコス3世が正式に帝位に就くと、ブルガリアの失地回復の可能性は絶たれた。
しばらくの間ブルガリアと東ローマの戦争は続くが、マケドニアで勢力を拡大するセルビアに対抗するため、1329年に両国の間に同盟が結ばれた。東ローマと同盟を結んだミハイルはセルビアに進攻するが、1330年にヴェルブジュドの戦いでブルガリア軍はステファン・ウロシュ3世デチャンスキが率いるセルビア軍に大敗し、ミハイル3世は戦死した。戦後セルビア王家の血を引く皇子イヴァン・ステファンのブルガリア皇帝即位を条件として、ブルガリアとセルビアの間に和平が結ばれた。一方、ブルガリアの敗北を知ったアンドロニコス3世は同盟を破棄して南ブルガリアに進軍し、ソゾポリス（現在のソゾポル）、メセンブリア（現在のネセバル）などの黒海沿岸部の都市を占領下に置いた。
新たに即位したイヴァン・ステファンには政務の経験が無く、また多くの貴族はイヴァン・ステファンをセルビア側の人間とみなしていた。1331年にタルノヴォの貴族ラクシンとフィリップのクーデターによってイヴァン・ステファンは廃され、ミハイル・シシュマンの甥であるロヴェチのデスポット・イヴァン・アレクサンダルが皇帝に選出される。

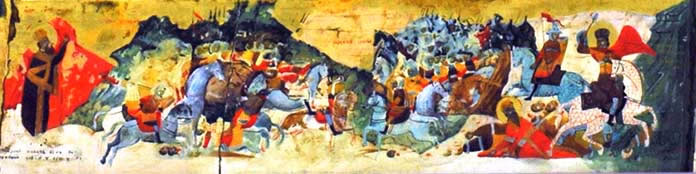
ヴェルブジュドの戦い

### 最後の安定期

イヴァン・アレクサンダル時代の第二次ブルガリア帝国（タルノヴォ）

イヴァン・アレクサンダルは伯父ミハイル・シシュマンが戦死した後の混乱を収め、ブルガリア帝国は最後の安定期を迎える。東ローマに占領された都市のブルガリア人の蜂起によって、イヴァン・アレクサンダルはビザンツに占領された南ブルガリアの都市を短期の間に奪還した。1332年のルソカストロの戦いでブルガリア軍はアンドロニコス3世の率いる東ローマ軍を破り、戦後ブルガリアに有利な和約が結ばれる。東ローマを破った後、イヴァン・アレクサンダルは自身の即位に反対したヴィディンのデスポット・ベラウルを攻撃し、ヴィディンを併合した。
イヴァン・アレクサンダル即位の同時期、セルビアではクーデターによってステファン・ウロシュ3世が廃位され、ウロシュ3世の子ステファン・ウロシュ4世ドゥシャンが王位に就く。アレクサンダルの姉妹エレナはステファン・ウロシュ4世の元に嫁ぎ、ブルガリアは新王が即位したセルビアとの関係を改善した。1339年にはアレクサンダルの長子とアンドロニコス3世の娘マーリアとの婚姻が成立し、ビザンツとの関係も改善される。1345年にアレクサンダルはワラキア人の妃テオドラを離縁し、1355年から1356年の間にテオドラとの子であるイヴァン・スラツィミルをヴィディンの統治者に封じた。
14世紀のブルガリアは統一を欠いた状態にあり、各地のデスポット（封建領主）の中でもヴィディンとドブルジャはタルノヴォの中央政府と並ぶ勢力になっていた。イヴァン・アレクサンダルの在位中もデスポットが独立した状況は続き、ブルガリアの分裂は解消されなかった。イヴァン・アレクサンダル時代のブルガリアには、以下の封建勢力が割拠していた。
- ヴィディン - イヴァン・スラツィミル
- ドブルジャ - テルテル家出身[66]のバリク、テオドル、ドブロティツァの3兄弟
- ヴェルブジュド - コンスタンティン・デヤン
- ストルミツァ、シュティプ、ストビ（英語版） - フレリョ

14世紀の半ばにアナトリア半島の新興国家オスマン帝国がバルカン半島に進出すると、バルカン半島の情勢は新たな局面を迎える。
1351年に東ローマ帝国はブルガリアとセルビアにオスマンに対抗する艦隊建設の協力を呼びかけるが、同盟は実現しなかった。1356年にブルガリアは東ローマと共同でオスマン軍を攻撃するが失敗する。オスマン帝国のスルターン・ムラト1世は南ブルガリアに軍を進め、1364年にボルイ（現在のスタラ・ザゴラ）とプロヴディフがオスマンの占領下に入り、アレクサンダルはムラト1世に講和を求めなければならなくなった。同1364年に東ローマ軍が黒海沿岸部のブルガリア領に侵入してアンヒアロス（現在のポモリエ）を奪ったが、これがブルガリアと東ローマの間に起きた最後の戦争となる。この敗戦は、ブルガリアの軍事力が東ローマよりも衰退したことを示していた。
1365年にイヴァン・スラツィミルが統治するヴィディンがハンガリーの攻撃を受け、1369年にアレクサンダルがワラキア公国とドブルジャの支援を受けて奪回するまでヴィディンはハンガリーの支配下に置かれた。1366年から1367年にかけて黒海沿岸部はサヴォイア伯国の攻撃を受け、またハンガリーと西欧の攻撃の最中に南ブルガリアの都市のいくつかが東ローマの領土に組み込まれた。

### タルノヴォの陥落

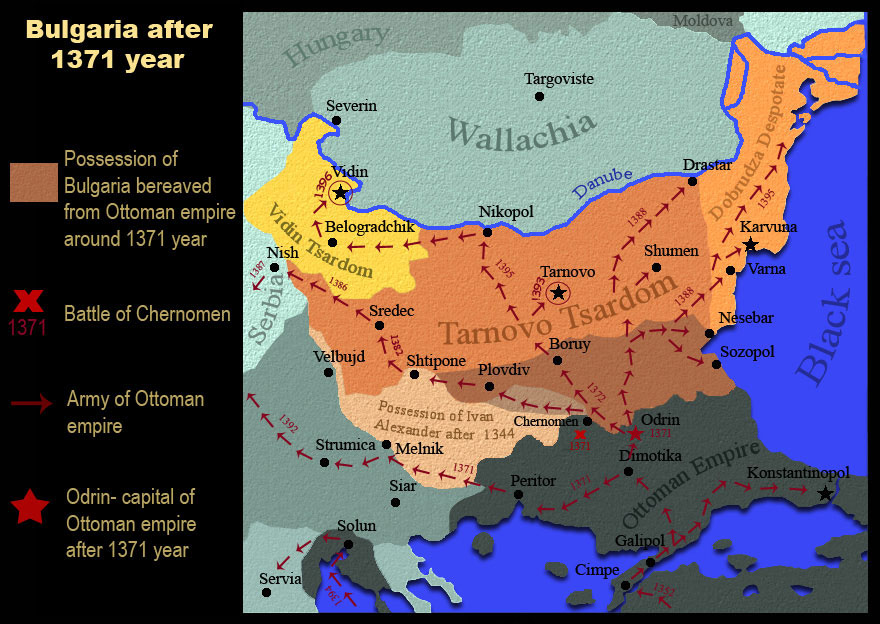
1371年以降のブルガリアでのオスマン帝国の軍事活動

イヴァン・アレクサンダルの没後、ブルガリアの将来はバルカン半島の大国であるオスマン帝国とセルビアの動向に委ねられる。
プリレプの統治者ヴカシン（ヴルカシン）とセラエのデスポット・ウグリェシャが連合してオスマン軍を攻撃するが、1371年のマリツァの戦いで連合軍は壊滅し、両者は戦死した。オスマンは新たにブルガリア皇帝に即位したイヴァン・シシュマンに対して、講和の条件の不履行を挙げて南ブルガリアへの攻撃を再開した。1375年にイヴァン・シシュマンはオスマンへの臣従と貢納を条件に条約を更新、イヴァン・シシュマンの妹ケラ・タマラがオスマンに送られてムラト1世の妻とされた。また、ヴィディンのイヴァン・スラツィミル、ドブルジャのドブロティツァ、ヴェルブジュドのコンスタンティン・デヤンら各地の封建勢力も、オスマンに対して臣従を誓った。1378年にオスマンは和約を破棄してブルガリアに進攻し、1382年にソフィアが陥落する。
オスマン帝国の拡大に際して、セルビアの公ラザル・フレベリャノヴィチはキリスト教徒による同盟の結成を呼びかけ、イヴァン・シシュマンはボスニア王ステファン・トヴルトコと共に同盟に参加した。しかし、イヴァン・スラツィミル、コンスタンティン・デヤン、ヴカシンの子マルコ・クラリエヴィッチらはオスマンに臣従を誓い、オスマンの軍事行動を支援した。1387年にラザルの連合軍はプロツニク（現在のプロクプリェ）近郊の戦いでオスマン軍に戦勝を収めるが、戦後にブルガリア帝国とドブルジャがオスマンの報復の標的にされる。
1388年春にオスマン帝国の大宰相チャンダルル・アリ・パシャが30,000の軍隊を率いてブルガリアに侵攻する。ブルガリア各地の要塞がオスマン帝国に占領されるが、ヴァルナとニコポリスはオスマンから守り通せた。イヴァン・シシュマンはヤンボル近郊に駐屯していたムラト1世のもとを自ら訪れて臣従の誓いを改めて示し、ブルガリアとオスマンの間に講和が成立する。1389年のコソボの戦いでラザルがオスマン帝国に敗れると、オスマン帝国はブルガリアの直轄地化を更に進めていく。
東ローマ帝国の弱体化、ワラキア公国のブルガリアへの進出といったバルカン半島の情勢を好機と見たオスマン帝国は1393年にバルカン諸国に攻撃を行い、ブルガリアもオスマン軍の標的とされる。3か月に渡るオスマン軍の包囲の末、1393年7月17日にタルノヴォが陥落する（タルノヴォの包囲）。タルノヴォを脱したイヴァン・シシュマンはニコポリスに逃れ、やむなくオスマンと和約を結んで領土の保持を認められる。

### オスマン帝国のブルガリア支配へ
1395年のロヴィネの戦いの後、オスマンは自国への非協力を理由にイヴァン・シシュマンとブルガリア各地のデスポットを攻撃し、彼らの領土を併合した。イヴァン・シシュマンが投獄された後もイヴァン・スラツィミルが統治するヴィディンはオスマンに忠誠を誓って独立を維持し、ヴィディンはブルガリアの中で唯一独立を保つ勢力となった。
1396年にハンガリー王ジギスムントがニコポリス十字軍を提唱すると、イヴァン・スラツィミルはオスマンへの臣従を破棄して十字軍に参加した。1396年9月25日のニコポリスの戦いでオスマン軍が勝利した後、ヴィディンはオスマン帝国に併合される。イヴァン・スラツィミルはアナトリアに連れ去られ、中世ブルガリアの国家はすべて消滅した。

## 社会
第二次ブルガリア帝国は、皇帝を頂点とする封建国家だった。社会的構造、行政組織、経済は東ローマ帝国、封建制度に含まれる要素は同時期の西欧の国家と類似する点が多いことが指摘される。

### 行政
帝位は長子、兄弟、近親者によって継承され、皇統が断絶したときには大貴族から新皇帝が選出された。
皇帝に次ぐ地位にはデスポット・セヴァストクラトルの称号を持つ大貴族が位置していた。地方と中央の高官と宮廷の大臣職は、大貴族によって占有されていた。宮廷の官職には皇帝を補佐する大ロゴテット、財務を担当するプロトヴェスティアリイ、宮廷儀礼を司る大プリミキュルなどが存在していた。軍事には皇帝の部隊を直接指揮するプロトストラトル、近衛隊を指揮するプロトケリオトなどの称号を持つ指揮官が携わっていた。
国内の軍事と行政はホラという地方単位で区分され、セヴァスト、ドゥカ、ケファリアの称号を持つ総督によって統治され、ドゥカとケファリアは都市を統治した。ブルガリア内に多数存在する農村共同体には多くの人間が属しており、一定の自治を持った共同体は住民が選出した指導者（クニャズ）によってまとめられていた。イヴァン・アセン2世時代のホラは、以下の12地域に区分されていた。
- ベオグラード
- ブラニチェヴォ
- タルノヴォ
- カルボナ
- クラン (ブルガリア)（英語版）
- ボロウィ
- アドリアノープル
- スコピエ
- デヴォル
- セルディカ
- プリレプ
- アルバナシ（英語版）

### ブルガリアの封建化
13世紀から14世紀にかけて、東ローマ支配時代から続くブルガリアの封建化が進行した。中央権力の衰退に伴って、力を付けた地方領主は農民などの従属民からの搾取を行い、また土地や財産の寄進を受けた教会や修道院が大封建勢力へと化していった。このため、第二次ブルガリア帝国は多数の村を有する聖俗の封建勢力と農奴とされた農民が併存する状態になっていた。封建領主は都市にも介入し、都市部の商人や職人も封建領主から圧迫を受けた。
ブルガリア内の土地の所有形態は皇帝領、封建領主領、教会領、修道院領に四分される。皇帝領と封建領主領は、一定の範囲内に領地が集まっていた。逆に教会領と修道院領の場合、一つの寺院が所有する土地は国中に分散しており、支配地には住宅、耕作地、水車などの様々な施設が含まれていた。当時広範囲にわたる土地の所有を認められていた修道院には、アトス山のヒランダル修道院、リラ修道院、バチコヴォ修道院などが挙げられる。
封建勢力が従属民に課した税には労働（賦役）と物品の納付のほか、時代が進むにつれて貨幣の納付が加わった。牧草地、水車などの農畜・漁業に必要な道具の使用賃として、農民は生産品を領主に納付しなければならなかった。また、収穫品の10分の1を徴収するデセトカル、金貨による特別税を徴収するペルピラキなどの、新たな官職が徴税のために設けられた。

### 社会階級
当時のブルガリア社会は、封建勢力と農民を初めとする従属民の2つに分化していた。中間層には都市の商人と職人、下位の聖職者と修道士、官吏と兵士が位置しており、少数の奴隷も存在していた。封建勢力は皇帝と貴族ら世俗の権力者と、上位の聖職者が占める教会貴族に分かれ、下位の階級の中から封建勢力に加わる者もいた。
また、第二次ブルガリア帝国期には人口の多数を占める農民の農奴化、封建勢力の大土地所有が進行していた。皇帝、領主の支配下に置かれた農奴は「パリツィ」、教会勢力の支配下に置かれた農奴は「ポポヴャニン」と呼ばれた。彼らは耕作用の土地の所有、封建所領内での土地の相続・売却・贈与は認められていたが、土地を離れて別の場所に移ることは認められていなかった。土地を持たず、封建領主から土地を奪われた農奴は「オトロク（オトロツィ）」と呼ばれ、他の農奴よりも厳しい環境に置かれていた。さらにオトロクより低い層の農奴として、土地と生産手段を有していない「ラタイ」という小作農がおり、彼らは労働と引き換えに領主から報酬を受け取っていた。
14世紀になると封建領主の自立化、貴族間の内訌、他国の侵入によって民衆が置かれた状況はより悪化する。オスマン帝国のブルガリアへの侵入に伴って、バルカン山脈以北の土地に移住する者も現れた。社会的不安に対して民衆は異端とされる教義の布教、封建領主からの逃亡といった手段を取り、修道士となる下層階級の人間が増加した。また、土地や財産を失った民衆にはドゥルジナ（匪賊）となる者もおり、彼らは封建勢力の領地を襲撃することもあった。

## 経済

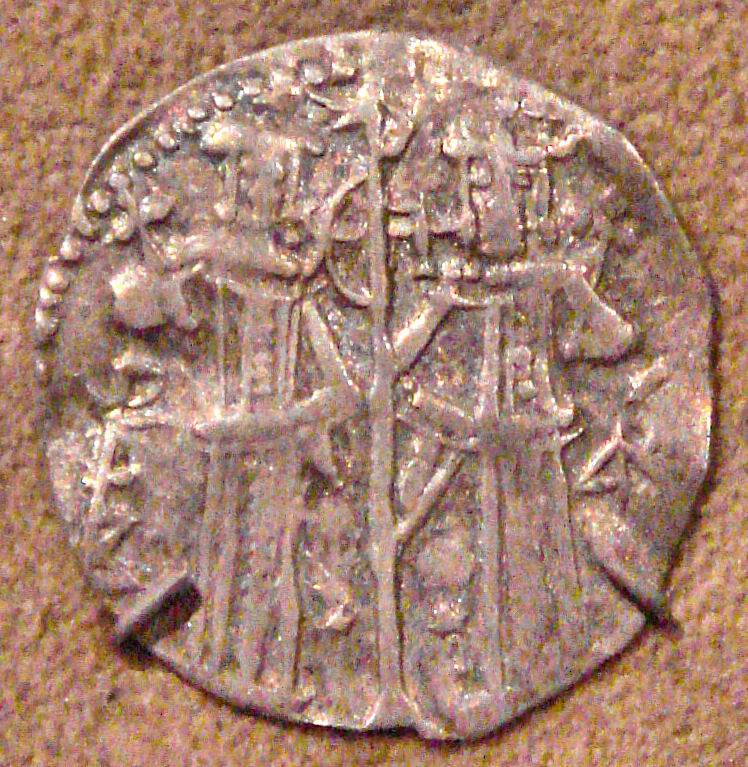
イヴァン・アレクサンダルの治世に鋳造された硬貨

### 農業
前時代と同様に第二次ブルガリア帝国の産業は農業と畜産が中心であり、依然として二圃式農業が続けられていた。小麦、大麦、雑穀が広い範囲で栽培され、13世紀以降は野菜、果実、ブドウの重要性が増す。家畜としては、主にヒツジ、ブタ、ウシが飼われていた。農業技術の発展に伴って、機械仕掛けの水車小屋と風車小屋が広い範囲で導入され、14世紀には養蜂と養蚕の技術に向上が見られた。
当時のブルガリアの特産品として、穀物、養蜂の産物（蜂蜜、蜜蝋）、絹製品、革製品が挙げられる。中でもブルガリアからコンスタンティノープル、ジェノヴァ、ヴェネツィアなどに輸出された小麦の品質は高い評価を受けていた。

### 産業
製造業の分野においても著しい発展が見られた。都市の増加と都市民の需要の拡大、農商業と軍事技術の発達が製造業の発達を促し、精錬業と鋳造業の発達は他の分野にも好影響を与えた。中でも製陶、石材製作、金属加工、仕立が目覚ましい発達を遂げる。
都市や大規模な村落に居住する職人は、「テフニタリ」と呼ばれる独自の階層を形成した。また、13世紀から14世紀にかけて北西ブルガリアに移住したドイツ系移民は鉱業において大きな役割を果たし、彼らは「サシ」と呼ばれた。

### 交易
ブルガリアの領土拡大に伴って経済も成長し、皇帝と封建貴族は自らの懐を潤す輸出を奨励した。また、内外の貿易の活発化は貨幣の流通を促進する。
イヴァン・アセン2世時代のブルガリアは外国との通商関係を強化し、タルノヴォは南東ヨーロッパの経済の中心地に成長した。交易の活性化に伴い、ブルガリア独自の貨幣以外に東ローマ、セルビア、ヴェネツィア、モンゴルなどの貨幣も国内で流通した。
当時のブルガリアの商取引の中心は、祭に伴って開かれる縁日と定期市だった。また、都市では常設の市場が置かれ、一部の村落や修道院でも週ごとに市が開かれた。皇帝と封建勢力は交易に「クメルク」などの商業税と物品の納入を課していたが、一部の修道院は免税特権を受けていた。
外国との貿易は条約の締結と皇帝の勅書によって統制されていた。対外貿易におけるビザンツ帝国の地位は第一次ブルガリア帝国時代よりも低下し、ジェノヴァ共和国、ヴェネツィア共和国、ドゥブロヴニクが台頭する。テオドル・スヴェトスラフの時代にブルガリアがジョチ・ウルスの影響下から脱すると、通商関係に変化が起きる。テオドル治下のブルガリアと関係の悪化したジェノヴァ共和国に代わる相手として、ヴェネツィア共和国との政治、経済両方の結びつきが強化された。
13世紀は外国の商人に関税は課されていなかったが、14世紀になると彼らにも規制が課せられる。
- 輸出品[84] - 小麦、大麦、ライ麦、金、銀、革製品、蜂蜜、蜜蝋
- 輸入品[84] - 布、石鹸、香辛料、武器、オリーブ油、塩、鉄製品、奢侈品

## 宗教

### 異端の教義
第二次ブルガリア帝国内では異端と見做される教義も信仰されていた。
第一次ブルガリア帝国の時代からブルガリア内で活動していたボゴミル派は、ブルガリアが内訌によって混乱する12世紀の末から信者を増加させた。ボリルの統治下では皇帝の治世に不満を持つ民衆の間にボゴミル派が流布したため、1211年2月にタルノヴォの議会はボゴミル派に異端宣告を行って彼らを迫害した。しかし、ブルガリア社会に定着したボゴミル派を根絶することは不可能だった。政情が安定したイヴァン・アセン2世の治世にボゴミル派への迫害は緩和される。14世紀に入るとボゴミル派の信仰者は一部の修道士や都市の下層民に変化し、様々な分派が生まれた。
民衆に流布する異端に対して、貴族層は14世紀半ばに東ローマで提唱された静寂主義（ヘシカスム）の教えを受け入れた。静寂主義は正教会の教えと調和する点もあったために正教の教義に組み入れられ、また支配層と密接な関係を有していた。静寂主義は異端、腐敗した聖職者、ローマ教会との合同に対する批判手段として機能し、文学と芸術の発展にも貢献した。
静寂主義の普及と同じ時期に、コンスタンティノープル出身の修道士・医師のテオドレトスはタルノヴォにバルラーム主義をもたらした。カラブリア出身の修道士バルラームが提唱したバルラーム主義は、ギリシア哲学の流れを汲む合理性を備えていた。バルラーム主義は都市の下層民には受け入れられず、富裕層と一部の貴族に支持者を得る。都市部のユダヤ系住民の間で信仰されたユダヤ主義は、バルラーム主義と類似した合理主義性を有していた。
1355年と1360年にタルノヴォで開かれた宗教会議では、既成の権力と対立する思想に異端の宣告がされた。14世紀に開かれた2度の宗教会議では、変質したボゴミル派以外にバルラーム主義とユダヤ派に対しても弾圧が加えられた。

### 教育の場としての教会
第二次ブルガリア帝国期、教会は教育の場としての役割も有していた。修道院の付属校と大都市に存在する教会付属の学校では、聖職者と書記官の育成を目的として若年者への読み書きの教育が行われていた。学校を卒業した生徒のうち数人は修道院に入って「グラマティク」の称号を得、修道院が所蔵する書物の講読と書写によって学識を深めると共に教師の資格を得た。さらにタルノヴォ、アトス山の修道院、コンスタンティノープルで教育を受ける者もおり、当時のブルガリアで実施された教育は高い水準にあった。現存する第二次ブルガリア帝国の写本に見られる洗練された書法と正書法は、当時行われていた教育の賜物だった。

## 文化

### 文学

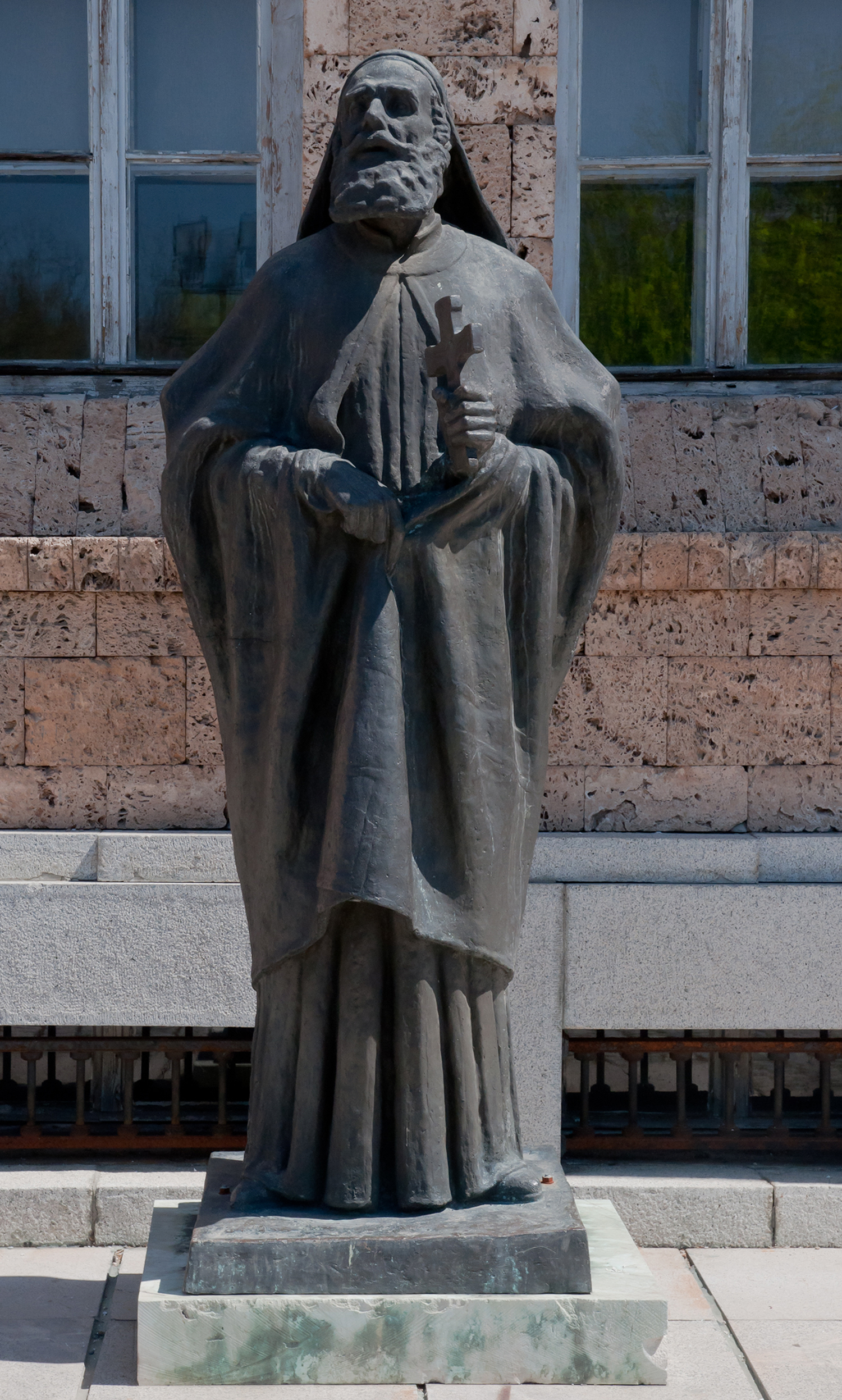
エフティミィの像（ヴェリコ・タルノヴォ）

独立した国家の樹立とブルガリア正教会の独立はブルガリア文学の発展を促し、首都のタルノヴォを中心として文学活動が展開された。
12世紀末から13世紀初頭にかけて、ブルガリアでは過去に描かれた典礼書・雑録の翻訳と写本の作成が盛んになる。14世紀に中世ブルガリアの文学活動は隆盛を迎え、典礼書の増加、伝統文学の発達といった現象が見られる。聖者伝、聖歌などの新たなジャンルもこの時期に発生した。
文芸活動に参加する聖職者の多くがアトス山派とタルノヴォ派のどちらかに属し、この二派がブルガリアの文芸活動の中心となった。タルノヴォ派に属したブルガリア総主教エフティミィは中世ブルガリアを代表する文芸家として挙げられる。エフティミィは伝記、讃辞、書簡、教会の規則書といった広い分野で執筆活動を行い、独自の雄弁的な文体を生み出した。14世紀から15世紀にかけて活躍したブルガリアの文芸家にはエフティミィの弟子筋にあたる者が多くおり、彼らはエフティミィの作風をロシア、セルビア、ワラキア、モルダヴィアへともたらした。

### 美術

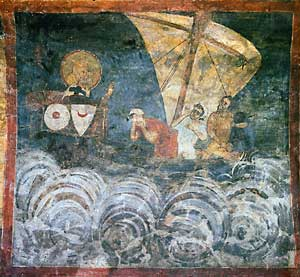
ボヤナ教会のフレスコ画

イヴァン・アセン2世の治下で首都タルノヴォは発展し、タルノヴォは絵画の中心地ともなった。第二次ブルガリア帝国期の絵画は中世初期ブルガリア美術以来の伝統を受け継ぎながらも、ビザンティン美術から強い影響を受け、西欧美術の要素も取り入れられている。タルノヴォ、リラ修道院などのブルガリア各地の教会には第二次ブルガリア帝国時代の絵画が現存し、その中でも1259年に作成されたボヤナ教会の壁面を飾るフレスコ画はスラヴォニア芸術の完成品の1つとして高く評価されている。
また、書物の装丁、挿絵に用いられた細密画も発達を見せる。13世紀から14世紀の間に装丁技術が発達し、次いで14世紀に挿絵が発達を遂げる。1356年にイヴァン・アレクサンダルが制作を依頼した4福音書には366の細密画が含まれ、中世ヨーロッパで制作された写本の中でも特に豪華なものに数えられている。

### 建築

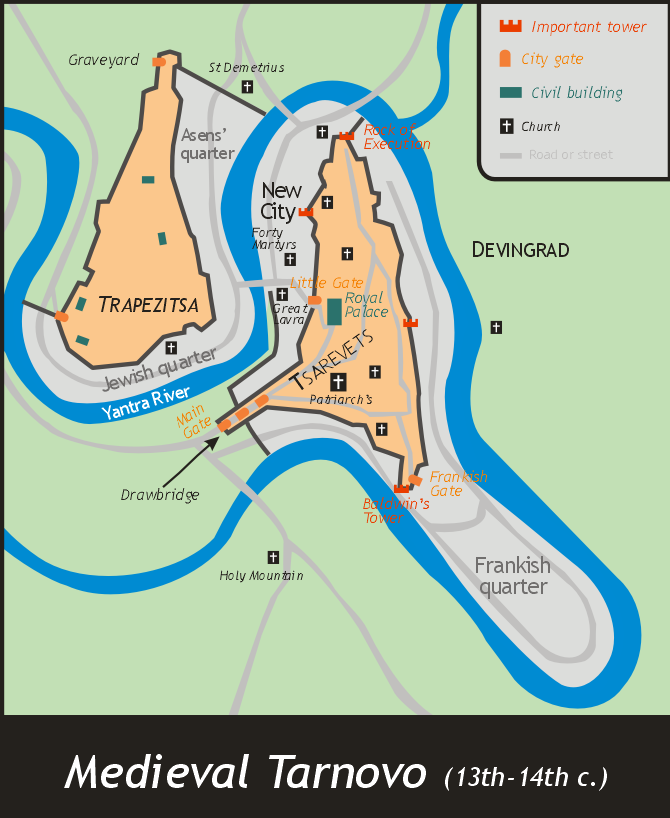
中世のタルノヴォ

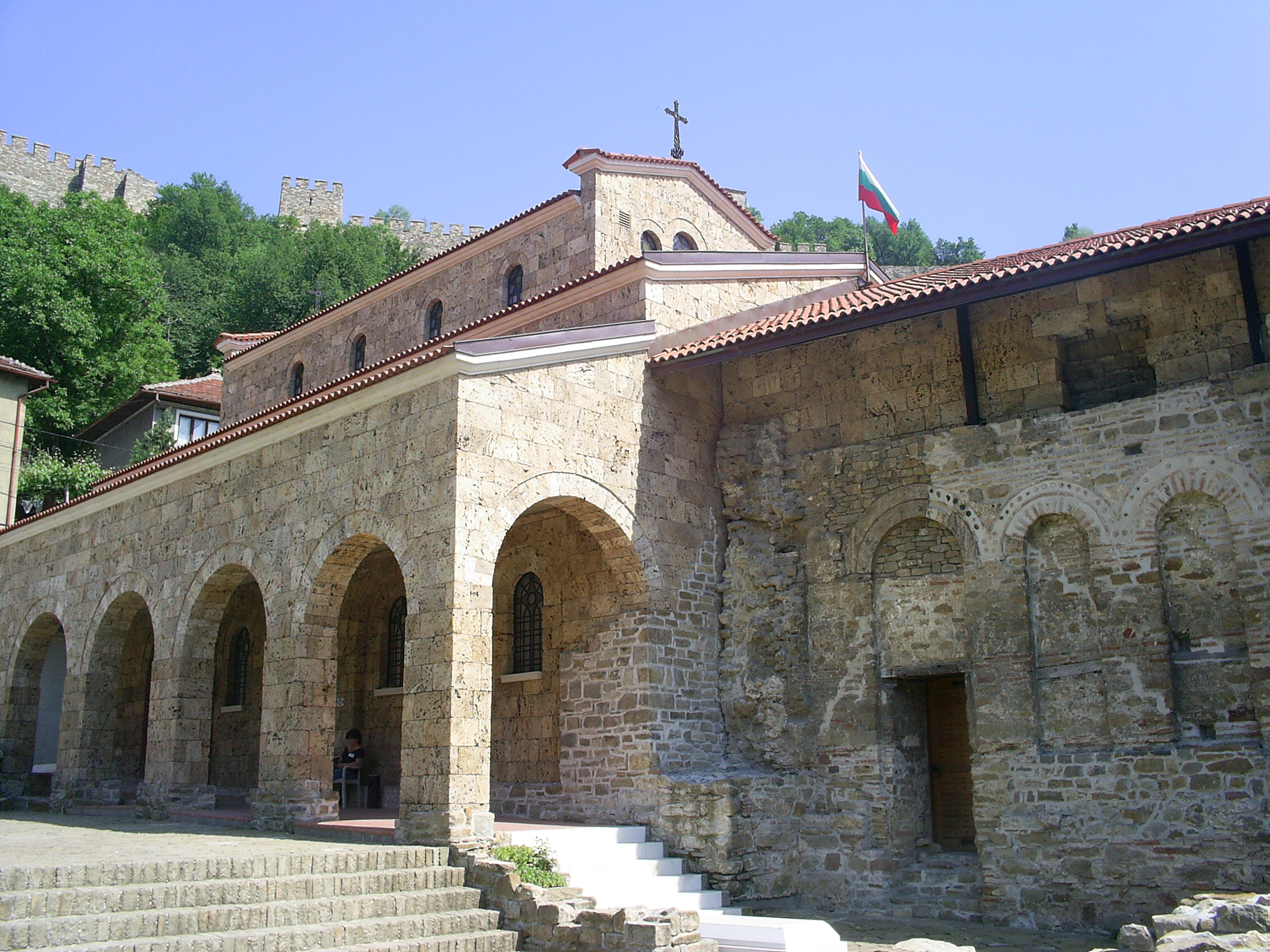
タルノヴォの聖40人殉教者教会

第二次ブルガリア帝国に建設された城塞は、防備に優れた天険の地に建設された。都市は丘の上に建てられた城砦と麓に広がる居住地区と商店から成り立ち、城砦の中には領主の住居、教会、兵舎が存在していた。そして、それらの都市に見られる城砦と居住区の構造は首都のタルノヴォを基にしていた。
タルノヴォの町全体は城壁で囲まれ、高所にはツァレヴェツ、トラペジツァ、モミナ・クレポストなどの要塞と防備を固めた修道院が建ち、その下に都市民の居住区が広がっていた。最も高い位置にはツァレヴェツ要塞が築かれ、内部には宮殿、総主教座教会、貴族と従者の居住区などが建てられていた。
教会建築の変化に、13世紀に西欧の建築文化の影響を受けて鐘楼を導入したことが挙げられる。第二次ブルガリア帝国期の代表的な教会建築の1つとして、イヴァン・アセン2世の時代にタルノヴォに建立された聖40人殉教者教会が挙げられる。クロコトニッツァの戦いが起きた3月9日がセバステの40人の殉教者の受難日であることにちなんで建立された教会であり、教会内の大理石中にはクロコトニッツァの戦勝を記念する文言が刻まれた。
民衆は半竪穴建物、石と煉瓦の壁と藁葺き屋根の家、石造りの二階建て家屋、木造家屋などの異なる種類の住居で生活していた。

### 音楽
この時代のブルガリアでは規範化された東方正教会の聖歌に対して、民俗的な教会旋律であるブルガリア唱法が確立される。
代表的な作曲家・歌手として、ヨアン・ククゼル（1280年 - 1360年）が挙げられる。ククゼルは教会音楽に民族音楽の要素を取り入れ、ブルガリアとビザンツの教会音楽に変革をもたらした。

## 年表
- 1185年 - アセンとペタルの蜂起
- 1187年 - 東ローマ帝国がブルガリアの独立を承認
- 1204年 - ブルガリア正教会とローマ教会の教会合同
- 1205年 - アドリアノープル（現在のエディルネ）近郊の戦いでラテン帝国軍に勝利
- 1207年 - 皇帝カロヤンの暗殺
- 1218年 - イヴァン・アセン2世の即位。第二次ブルガリア帝国の最盛期へ
- 1230年 - クロコトニッツァの戦いでエピロス専制侯国に勝利
- 1242年 - モンゴル帝国の侵入、ブルガリアの従属国化
- 1277年 - イヴァイロの蜂起
- 1280年 - アセン家に代わり、大貴族テルテル家のゲオルギ1世テルテルがブルガリア皇帝に即位
- 1300年 - ジョチ・ウルスの王族チャカがブルガリア皇帝から廃され、ゲオルギ1世テルテルの子テオドル・スヴェトスラフ（英語版）が即位
- 1323年 - テルテル家に代わり、ヴィディンのデスポット（領主）シシュマン家のミハイル3世シシュマンがブルガリア皇帝に即位
- 1330年 - ヴェルブジュドの戦いでセルビア王国に敗北
- 1355年（もしくは1356年） - 皇帝イヴァン・アレクサンダルの皇子イヴァン・スラツィミルがヴィディンの統治者に封じられる
- 1371年 - マリツァの戦いでデスポットの連合軍がオスマン帝国に敗北
- 1389年 - コソボの戦い
- 1393年7月17日 - 首都タルノヴォの陥落
- 1395年 - イヴァン・シシュマン（英語版）の廃位
- 1396年 - オスマン帝国がヴィディンを併合

## 歴代君主
| 画像               | 名前                       | ブルガリア語表記       | 在位期間                |
| アセン家           | アセン家                   | アセン家               | アセン家                |
| ------------------ | -------------------------- | ---------------------- | ----------------------- |
|                    | ペタル4世                  | Петър IV- Теодор       | 1185年 - 1190年         |
|                    | イヴァン・アセン1世        | Иван Асен I            | 1190年 - 1196年         |
|                    | ペタル4世                  | Петър IV- Теодор       | 1196年 - 1197年（復位） |
|                    | カロヤン                   | Калоян                 | 1197年 - 1207年         |
|                    | ボリル                     | Борил                  | 1207年 - 1218年         |
|                    | イヴァン・アセン2世        | Иван Асен II           | 1218年 - 1241年         |
|                    | カリマン1世（コロマン1世） | Калиман Асен I         | 1241年 - 1246年         |
|                    | ミハイル・アセン           | Михаил II Асен         | 1246年 - 1256年         |
|                    | カリマン2世（コロマン2世） | Калиман Асен II        | 1256年                  |
|                    | コンスタンティン・ティフ   | Константин I Тих Асен  | 1257年 - 1277年         |
| 反乱者             |                            |                        |                         |
|                    | イヴァイロ                 | Ивайло                 | 1278年 - 1279年         |
| アセン家           |                            |                        |                         |
|                    | イヴァン・アセン3世        | Иван Асен III          | 1279年 - 1280年         |
| テルテル家         |                            |                        |                         |
|                    | ゲオルギ1世テルテル        | Георги I Тертер        | 1280年 - 1292年         |
| モンゴルの傀儡君主 |                            |                        |                         |
|                    | スミレツ                   | Смилец                 | 1292年 - 1298年         |
|                    | チャカ                     | Чака                   | 1299年 - 1300年         |
| テルテル家         |                            |                        |                         |
|                    | テオドル・スヴェトスラフ   | Теодор Светослав       | 1300年 - 1322年         |
|                    | ゲオルギ2世テルテル        | Георги II Тертер       | 1322年 - 1323年         |
| シシュマン家       |                            |                        |                         |
|                    | ミハイル3世シシュマン      | Михаил III Шишман Асен | 1323年 - 1330年         |
|                    | イヴァン・ステファン       | Иван Стефан            | 1330年 - 1331年         |
|                    | イヴァン・アレクサンダル   | Иван Александър Асен   | 1331年 - 1371年         |
|                    | イヴァン・シシュマン       | Иван Шишман            | 1371年 - 1393年         |

|  |  |

### 各王家の関係図
|                                              |                                              |                                              |                                              |                                              |                                              |  |  |                          |                          |                          |                          |                                                      |                                                      |                                                      |                                                      |                                                      |                                                      |                              |                              |                              |                              |                       |                       |                        |                        |                        |                        |                        |                        |                  |                  |                                          |                                          |                                          |                                          |                                          |                                          |                           |                           |                                 |                                 |                                 |                                 |                                 |                                 |                          |                          |                          |                          |                     |                     |                     |                     |                |                |                              |                              |                              |                              |                              |                              |                     |                     |                     |                     |                     |                     |                     |                     |                  |                  |                                    |                                    |                                    |                                    |                                    |                                    |                                    |                                    |                                    |                                    |          |          |          |          |          |          |             |             |             |             |             |             |  |  |  |  |
|                                              |                                              |                                              |                                              |                                              |                                              |  |  |                          |                          |                          |                          |                                                      |                                                      |                                                      |                                                      |                                                      |                                                      |                              |                              |                              |                              |                       |                       |                        |                        |                        |                        |                        |                        |                  |                  |                                          |                                          |                                          |                                          |                                          |                                          |                           |                           |                                 |                                 |                                 |                                 |                                 |                                 |                          |                          |                          |                          |                     |                     |                     |                     |                |                |                              |                              |                              |                              |                              |                              |                     |                     |                     |                     |                     |                     |                     |                     |                  |                  |                                    |                                    |                                    |                                    |                                    |                                    |                                    |                                    |                                    |                                    |          |          |          |          |          |          |             |             |             |             |             |             |  |  |  |  |
|                                              |                                              |                                              |                                              |                                              |                                              |  |  |                          |                          |                          |                          |                                                      |                                                      |                                                      |                                                      | ペタル4世                                            | ペタル4世                                            | ペタル4世                    | ペタル4世                    | ペタル4世                    | ペタル4世                    |                       |                       |                        |                        |                        |                        |                        |                        |                  |                  | イヴァン・アセン1世                      | イヴァン・アセン1世                      | イヴァン・アセン1世                      | イヴァン・アセン1世                      | イヴァン・アセン1世                      | イヴァン・アセン1世                      |                           |                           |                                 |                                 |                                 |                                 |                                 |                                 |                          |                          |                          |                          |                     |                     |                     |                     |                |                |                              |                              |                              |                              |                              |                              |                     |                     |                     |                     | カロヤン・アセン    | カロヤン・アセン    | カロヤン・アセン    | カロヤン・アセン    | カロヤン・アセン | カロヤン・アセン |                                    |                                    |                                    |                                    |                                    |                                    |                                    |                                    | アンナ                             | アンナ                             | アンナ   | アンナ   | アンナ   | アンナ   |          |          | 娘          | 娘          | 娘          | 娘          | 娘          | 娘          |  |  |  |  |
|                                              |                                              |                                              |                                              |                                              |                                              |  |  |                          |                          |                          |                          |                                                      |                                                      |                                                      |                                                      | ペタル4世                                            | ペタル4世                                            | ペタル4世                    | ペタル4世                    | ペタル4世                    | ペタル4世                    |                       |                       |                        |                        |                        |                        |                        |                        |                  |                  | イヴァン・アセン1世                      | イヴァン・アセン1世                      | イヴァン・アセン1世                      | イヴァン・アセン1世                      | イヴァン・アセン1世                      | イヴァン・アセン1世                      |                           |                           |                                 |                                 |                                 |                                 |                                 |                                 |                          |                          |                          |                          |                     |                     |                     |                     |                |                |                              |                              |                              |                              |                              |                              |                     |                     |                     |                     | カロヤン・アセン    | カロヤン・アセン    | カロヤン・アセン    | カロヤン・アセン    | カロヤン・アセン | カロヤン・アセン |                                    |                                    |                                    |                                    |                                    |                                    |                                    |                                    | アンナ                             | アンナ                             | アンナ   | アンナ   | アンナ   | アンナ   |          |          | 娘          | 娘          | 娘          | 娘          | 娘          | 娘          |  |  |  |  |
|                                              |                                              |                                              |                                              |                                              |                                              |  |  |                          |                          |                          |                          |                                                      |                                                      |                                                      |                                                      |                                                      |                                                      |                              |                              |                              |                              |                       |                       |                        |                        |                        |                        |                        |                        |                  |                  |                                          |                                          |                                          |                                          |                                          |                                          |                           |                           |                                 |                                 |                                 |                                 |                                 |                                 |                          |                          |                          |                          |                     |                     |                     |                     |                |                |                              |                              |                              |                              |                              |                              |                     |                     |                     |                     |                     |                     |                     |                     |                  |                  |                                    |                                    |                                    |                                    |                                    |                                    |                                    |                                    |                                    |                                    |          |          |          |          |          |          |             |             |             |             |             |             |  |  |  |  |
|                                              |                                              |                                              |                                              |                                              |                                              |  |  |                          |                          |                          |                          |                                                      |                                                      |                                                      |                                                      |                                                      |                                                      |                              |                              |                              |                              |                       |                       |                        |                        |                        |                        |                        |                        |                  |                  |                                          |                                          |                                          |                                          |                                          |                                          |                           |                           |                                 |                                 |                                 |                                 |                                 |                                 |                          |                          |                          |                          |                     |                     |                     |                     |                |                |                              |                              |                              |                              |                              |                              |                     |                     |                     |                     |                     |                     |                     |                     |                  |                  |                                    |                                    |                                    |                                    |                                    |                                    |                                    |                                    |                                    |                                    |          |          |          |          |          |          |             |             |             |             |             |             |  |  |  |  |
|                                              |                                              |                                              |                                              |                                              |                                              |  |  |                          |                          |                          |                          | アンナ・マリーア （ハンガリー王アンドラーシュ2世娘） | アンナ・マリーア （ハンガリー王アンドラーシュ2世娘） | アンナ・マリーア （ハンガリー王アンドラーシュ2世娘） | アンナ・マリーア （ハンガリー王アンドラーシュ2世娘） | アンナ・マリーア （ハンガリー王アンドラーシュ2世娘） | アンナ・マリーア （ハンガリー王アンドラーシュ2世娘） |                              |                              |                              |                              | イヴァン・アセン2世   | イヴァン・アセン2世   | イヴァン・アセン2世    | イヴァン・アセン2世    | イヴァン・アセン2世    | イヴァン・アセン2世    |                        |                        |                  |                  | イレネ （エピロス専制公テオドロス1世娘） | イレネ （エピロス専制公テオドロス1世娘） | イレネ （エピロス専制公テオドロス1世娘） | イレネ （エピロス専制公テオドロス1世娘） | イレネ （エピロス専制公テオドロス1世娘） | イレネ （エピロス専制公テオドロス1世娘） |                           |                           |                                 |                                 |                                 |                                 |                                 |                                 |                          |                          |                          |                          |                     |                     |                     |                     |                |                |                              |                              |                              |                              |                              |                              |                     |                     |                     |                     |                     |                     | アレクサンデル      | アレクサンデル      | アレクサンデル   | アレクサンデル   | アレクサンデル                     | アレクサンデル                     |                                    |                                    | マーリア ＝ラテン皇帝アンリ        | マーリア ＝ラテン皇帝アンリ        | マーリア ＝ラテン皇帝アンリ        | マーリア ＝ラテン皇帝アンリ        | マーリア ＝ラテン皇帝アンリ        | マーリア ＝ラテン皇帝アンリ        |          |          |          |          |          |          | ボリル      | ボリル      | ボリル      | ボリル      | ボリル      | ボリル      |  |  |  |  |
|                                              |                                              |                                              |                                              |                                              |                                              |  |  |                          |                          |                          |                          | アンナ・マリーア （ハンガリー王アンドラーシュ2世娘） | アンナ・マリーア （ハンガリー王アンドラーシュ2世娘） | アンナ・マリーア （ハンガリー王アンドラーシュ2世娘） | アンナ・マリーア （ハンガリー王アンドラーシュ2世娘） | アンナ・マリーア （ハンガリー王アンドラーシュ2世娘） | アンナ・マリーア （ハンガリー王アンドラーシュ2世娘） |                              |                              |                              |                              | イヴァン・アセン2世   | イヴァン・アセン2世   | イヴァン・アセン2世    | イヴァン・アセン2世    | イヴァン・アセン2世    | イヴァン・アセン2世    |                        |                        |                  |                  | イレネ （エピロス専制公テオドロス1世娘） | イレネ （エピロス専制公テオドロス1世娘） | イレネ （エピロス専制公テオドロス1世娘） | イレネ （エピロス専制公テオドロス1世娘） | イレネ （エピロス専制公テオドロス1世娘） | イレネ （エピロス専制公テオドロス1世娘） |                           |                           |                                 |                                 |                                 |                                 |                                 |                                 |                          |                          |                          |                          |                     |                     |                     |                     |                |                |                              |                              |                              |                              |                              |                              |                     |                     |                     |                     |                     |                     | アレクサンデル      | アレクサンデル      | アレクサンデル   | アレクサンデル   | アレクサンデル                     | アレクサンデル                     |                                    |                                    | マーリア ＝ラテン皇帝アンリ        | マーリア ＝ラテン皇帝アンリ        | マーリア ＝ラテン皇帝アンリ        | マーリア ＝ラテン皇帝アンリ        | マーリア ＝ラテン皇帝アンリ        | マーリア ＝ラテン皇帝アンリ        |          |          |          |          |          |          | ボリル      | ボリル      | ボリル      | ボリル      | ボリル      | ボリル      |  |  |  |  |
|                                              |                                              |                                              |                                              |                                              |                                              |  |  |                          |                          |                          |                          |                                                      |                                                      |                                                      |                                                      |                                                      |                                                      |                              |                              |                              |                              |                       |                       |                        |                        |                        |                        |                        |                        |                  |                  |                                          |                                          |                                          |                                          |                                          |                                          |                           |                           |                                 |                                 |                                 |                                 |                                 |                                 |                          |                          |                          |                          |                     |                     |                     |                     |                |                |                              |                              |                              |                              |                              |                              |                     |                     |                     |                     |                     |                     |                     |                     |                  |                  |                                    |                                    |                                    |                                    |                                    |                                    |                                    |                                    |                                    |                                    |          |          |          |          |          |          |             |             |             |             |             |             |  |  |  |  |
|                                              |                                              |                                              |                                              |                                              |                                              |  |  |                          |                          |                          |                          |                                                      |                                                      |                                                      |                                                      |                                                      |                                                      |                              |                              |                              |                              |                       |                       |                        |                        |                        |                        |                        |                        |                  |                  |                                          |                                          |                                          |                                          |                                          |                                          |                           |                           |                                 |                                 |                                 |                                 |                                 |                                 |                          |                          |                          |                          |                     |                     |                     |                     |                |                |                              |                              |                              |                              |                              |                              |                     |                     |                     |                     |                     |                     |                     |                     |                  |                  |                                    |                                    |                                    |                                    |                                    |                                    |                                    |                                    |                                    |                                    |          |          |          |          |          |          |             |             |             |             |             |             |  |  |  |  |
| ヘレナ ＝ニカイア皇帝テオドロス2世ラスカリス | ヘレナ ＝ニカイア皇帝テオドロス2世ラスカリス | ヘレナ ＝ニカイア皇帝テオドロス2世ラスカリス | ヘレナ ＝ニカイア皇帝テオドロス2世ラスカリス | ヘレナ ＝ニカイア皇帝テオドロス2世ラスカリス | ヘレナ ＝ニカイア皇帝テオドロス2世ラスカリス |  |  |                          |                          |                          |                          |                                                      |                                                      |                                                      |                                                      | カリマン1世                                          | カリマン1世                                          | カリマン1世                  | カリマン1世                  | カリマン1世                  | カリマン1世                  |                       |                       |                        |                        |                        |                        | アンナ・テオドラ       | アンナ・テオドラ       | アンナ・テオドラ | アンナ・テオドラ | アンナ・テオドラ                         | アンナ・テオドラ                         |                                          |                                          | ペタル セヴァストクラトル                | ペタル セヴァストクラトル                | ペタル セヴァストクラトル | ペタル セヴァストクラトル | ペタル セヴァストクラトル       | ペタル セヴァストクラトル       |                                 |                                 | マーリア                        | マーリア                        | マーリア                 | マーリア                 | マーリア                 | マーリア                 |                     |                     | ミツォ・アセン      | ミツォ・アセン      | ミツォ・アセン | ミツォ・アセン | ミツォ・アセン               | ミツォ・アセン               |                              |                              | ミハイル2世・アセン          | ミハイル2世・アセン          | ミハイル2世・アセン | ミハイル2世・アセン | ミハイル2世・アセン | ミハイル2世・アセン |                     |                     | カリマン2世         | カリマン2世         | カリマン2世      | カリマン2世      | カリマン2世                        | カリマン2世                        |                                    |                                    |                                    |                                    |                                    |                                    |                                    |                                    |          |          |          |          |          |          |             |             |             |             |             |             |  |  |  |  |
| ヘレナ ＝ニカイア皇帝テオドロス2世ラスカリス | ヘレナ ＝ニカイア皇帝テオドロス2世ラスカリス | ヘレナ ＝ニカイア皇帝テオドロス2世ラスカリス | ヘレナ ＝ニカイア皇帝テオドロス2世ラスカリス | ヘレナ ＝ニカイア皇帝テオドロス2世ラスカリス | ヘレナ ＝ニカイア皇帝テオドロス2世ラスカリス |  |  |                          |                          |                          |                          |                                                      |                                                      |                                                      |                                                      | カリマン1世                                          | カリマン1世                                          | カリマン1世                  | カリマン1世                  | カリマン1世                  | カリマン1世                  |                       |                       |                        |                        |                        |                        | アンナ・テオドラ       | アンナ・テオドラ       | アンナ・テオドラ | アンナ・テオドラ | アンナ・テオドラ                         | アンナ・テオドラ                         |                                          |                                          | ペタル セヴァストクラトル                | ペタル セヴァストクラトル                | ペタル セヴァストクラトル | ペタル セヴァストクラトル | ペタル セヴァストクラトル       | ペタル セヴァストクラトル       |                                 |                                 | マーリア                        | マーリア                        | マーリア                 | マーリア                 | マーリア                 | マーリア                 |                     |                     | ミツォ・アセン      | ミツォ・アセン      | ミツォ・アセン | ミツォ・アセン | ミツォ・アセン               | ミツォ・アセン               |                              |                              | ミハイル2世・アセン          | ミハイル2世・アセン          | ミハイル2世・アセン | ミハイル2世・アセン | ミハイル2世・アセン | ミハイル2世・アセン |                     |                     | カリマン2世         | カリマン2世         | カリマン2世      | カリマン2世      | カリマン2世                        | カリマン2世                        |                                    |                                    |                                    |                                    |                                    |                                    |                                    |                                    |          |          |          |          |          |          |             |             |             |             |             |             |  |  |  |  |
|                                              |                                              |                                              |                                              |                                              |                                              |  |  |                          |                          |                          |                          |                                                      |                                                      |                                                      |                                                      |                                                      |                                                      |                              |                              |                              |                              |                       |                       |                        |                        |                        |                        |                        |                        |                  |                  |                                          |                                          |                                          |                                          |                                          |                                          |                           |                           |                                 |                                 |                                 |                                 |                                 |                                 |                          |                          |                          |                          |                     |                     |                     |                     |                |                |                              |                              |                              |                              |                              |                              |                     |                     |                     |                     |                     |                     |                     |                     |                  |                  |                                    |                                    |                                    |                                    |                                    |                                    |                                    |                                    |                                    |                                    |          |          |          |          |          |          |             |             |             |             |             |             |  |  |  |  |
|                                              |                                              |                                              |                                              |                                              |                                              |  |  |                          |                          |                          |                          |                                                      |                                                      |                                                      |                                                      |                                                      |                                                      |                              |                              |                              |                              |                       |                       |                        |                        |                        |                        |                        |                        |                  |                  |                                          |                                          |                                          |                                          |                                          |                                          |                           |                           |                                 |                                 |                                 |                                 |                                 |                                 |                          |                          |                          |                          |                     |                     |                     |                     |                |                |                              |                              |                              |                              |                              |                              |                     |                     |                     |                     |                     |                     |                     |                     |                  |                  |                                    |                                    |                                    |                                    |                                    |                                    |                                    |                                    |                                    |                                    |          |          |          |          |          |          |             |             |             |             |             |             |  |  |  |  |
| イレネ                                       | イレネ                                       | イレネ                                       | イレネ                                       | イレネ                                       | イレネ                                       |  |  | コンスタンティン・ティフ | コンスタンティン・ティフ | コンスタンティン・ティフ | コンスタンティン・ティフ | コンスタンティン・ティフ                             | コンスタンティン・ティフ                             |                                                      |                                                      | マリア （皇帝ミカエル8世姪）                         | マリア （皇帝ミカエル8世姪）                         | マリア （皇帝ミカエル8世姪） | マリア （皇帝ミカエル8世姪） | マリア （皇帝ミカエル8世姪） | マリア （皇帝ミカエル8世姪） |                       |                       | イヴァイロ             | イヴァイロ             | イヴァイロ             | イヴァイロ             | イヴァイロ             | イヴァイロ             |                  |                  | 娘                                       | 娘                                       | 娘                                       | 娘                                       | 娘                                       | 娘                                       |                           |                           | シシュマン ヴィディンのデスポト | シシュマン ヴィディンのデスポト | シシュマン ヴィディンのデスポト | シシュマン ヴィディンのデスポト | シシュマン ヴィディンのデスポト | シシュマン ヴィディンのデスポト |                          |                          | イヴァン・アセン3世      | イヴァン・アセン3世      | イヴァン・アセン3世 | イヴァン・アセン3世 | イヴァン・アセン3世 | イヴァン・アセン3世 |                |                | イレネ （皇帝ミカエル8世娘） | イレネ （皇帝ミカエル8世娘） | イレネ （皇帝ミカエル8世娘） | イレネ （皇帝ミカエル8世娘） | イレネ （皇帝ミカエル8世娘） | イレネ （皇帝ミカエル8世娘） |                     |                     | ゲオルギ1世テルテル | ゲオルギ1世テルテル | ゲオルギ1世テルテル | ゲオルギ1世テルテル | ゲオルギ1世テルテル | ゲオルギ1世テルテル |                  |                  | キラ・マリーア                     | キラ・マリーア                     | キラ・マリーア                     | キラ・マリーア                     | キラ・マリーア                     | キラ・マリーア                     |                                    |                                    |                                    |                                    |          |          |          |          |          |          |             |             |             |             |             |             |  |  |  |  |
| イレネ                                       | イレネ                                       | イレネ                                       | イレネ                                       | イレネ                                       | イレネ                                       |  |  | コンスタンティン・ティフ | コンスタンティン・ティフ | コンスタンティン・ティフ | コンスタンティン・ティフ | コンスタンティン・ティフ                             | コンスタンティン・ティフ                             |                                                      |                                                      | マリア （皇帝ミカエル8世姪）                         | マリア （皇帝ミカエル8世姪）                         | マリア （皇帝ミカエル8世姪） | マリア （皇帝ミカエル8世姪） | マリア （皇帝ミカエル8世姪） | マリア （皇帝ミカエル8世姪） |                       |                       | イヴァイロ             | イヴァイロ             | イヴァイロ             | イヴァイロ             | イヴァイロ             | イヴァイロ             |                  |                  | 娘                                       | 娘                                       | 娘                                       | 娘                                       | 娘                                       | 娘                                       |                           |                           | シシュマン ヴィディンのデスポト | シシュマン ヴィディンのデスポト | シシュマン ヴィディンのデスポト | シシュマン ヴィディンのデスポト | シシュマン ヴィディンのデスポト | シシュマン ヴィディンのデスポト |                          |                          | イヴァン・アセン3世      | イヴァン・アセン3世      | イヴァン・アセン3世 | イヴァン・アセン3世 | イヴァン・アセン3世 | イヴァン・アセン3世 |                |                | イレネ （皇帝ミカエル8世娘） | イレネ （皇帝ミカエル8世娘） | イレネ （皇帝ミカエル8世娘） | イレネ （皇帝ミカエル8世娘） | イレネ （皇帝ミカエル8世娘） | イレネ （皇帝ミカエル8世娘） |                     |                     | ゲオルギ1世テルテル | ゲオルギ1世テルテル | ゲオルギ1世テルテル | ゲオルギ1世テルテル | ゲオルギ1世テルテル | ゲオルギ1世テルテル |                  |                  | キラ・マリーア                     | キラ・マリーア                     | キラ・マリーア                     | キラ・マリーア                     | キラ・マリーア                     | キラ・マリーア                     |                                    |                                    |                                    |                                    |          |          |          |          |          |          |             |             |             |             |             |             |  |  |  |  |
|                                              |                                              |                                              |                                              |                                              |                                              |  |  |                          |                          |                          |                          |                                                      |                                                      |                                                      |                                                      |                                                      |                                                      |                              |                              |                              |                              |                       |                       |                        |                        |                        |                        |                        |                        |                  |                  |                                          |                                          |                                          |                                          |                                          |                                          |                           |                           |                                 |                                 |                                 |                                 |                                 |                                 |                          |                          |                          |                          |                     |                     |                     |                     |                |                |                              |                              |                              |                              |                              |                              |                     |                     |                     |                     |                     |                     |                     |                     |                  |                  |                                    |                                    |                                    |                                    |                                    |                                    |                                    |                                    |                                    |                                    |          |          |          |          |          |          |             |             |             |             |             |             |  |  |  |  |
|                                              |                                              |                                              |                                              |                                              |                                              |  |  |                          |                          |                          |                          |                                                      |                                                      |                                                      |                                                      |                                                      |                                                      |                              |                              |                              |                              |                       |                       |                        |                        |                        |                        |                        |                        |                  |                  |                                          |                                          |                                          |                                          |                                          |                                          |                           |                           |                                 |                                 |                                 |                                 |                                 |                                 |                          |                          |                          |                          |                     |                     |                     |                     |                |                |                              |                              |                              |                              |                              |                              |                     |                     |                     |                     |                     |                     |                     |                     |                  |                  |                                    |                                    |                                    |                                    |                                    |                                    |                                    |                                    |                                    |                                    |          |          |          |          |          |          |             |             |             |             |             |             |  |  |  |  |
|                                              |                                              |                                              |                                              |                                              |                                              |  |  |                          |                          |                          |                          | ミハイル                                             | ミハイル                                             | ミハイル                                             | ミハイル                                             | ミハイル                                             | ミハイル                                             |                              |                              |                              |                              |                       |                       |                        |                        |                        |                        |                        |                        |                  |                  |                                          |                                          |                                          |                                          |                                          |                                          |                           |                           |                                 |                                 |                                 |                                 | テオドル・スヴェトスラフ        | テオドル・スヴェトスラフ        | テオドル・スヴェトスラフ | テオドル・スヴェトスラフ | テオドル・スヴェトスラフ | テオドル・スヴェトスラフ |                     |                     | チャカ              | チャカ              | チャカ         | チャカ         | チャカ                       | チャカ                       |                              |                              | エレナ                       | エレナ                       | エレナ              | エレナ              | エレナ              | エレナ              |                     |                     | アンナ              | アンナ              | アンナ           | アンナ           | アンナ                             | アンナ                             |                                    |                                    | ステファン・ウロシュ2世 セルビア王 | ステファン・ウロシュ2世 セルビア王 | ステファン・ウロシュ2世 セルビア王 | ステファン・ウロシュ2世 セルビア王 | ステファン・ウロシュ2世 セルビア王 | ステファン・ウロシュ2世 セルビア王 |          |          | スミレツ | スミレツ | スミレツ | スミレツ | スミレツ    | スミレツ    |             |             |             |             |  |  |  |  |
|                                              |                                              |                                              |                                              |                                              |                                              |  |  |                          |                          |                          |                          | ミハイル                                             | ミハイル                                             | ミハイル                                             | ミハイル                                             | ミハイル                                             | ミハイル                                             |                              |                              |                              |                              |                       |                       |                        |                        |                        |                        |                        |                        |                  |                  |                                          |                                          |                                          |                                          |                                          |                                          |                           |                           |                                 |                                 |                                 |                                 | テオドル・スヴェトスラフ        | テオドル・スヴェトスラフ        | テオドル・スヴェトスラフ | テオドル・スヴェトスラフ | テオドル・スヴェトスラフ | テオドル・スヴェトスラフ |                     |                     | チャカ              | チャカ              | チャカ         | チャカ         | チャカ                       | チャカ                       |                              |                              | エレナ                       | エレナ                       | エレナ              | エレナ              | エレナ              | エレナ              |                     |                     | アンナ              | アンナ              | アンナ           | アンナ           | アンナ                             | アンナ                             |                                    |                                    | ステファン・ウロシュ2世 セルビア王 | ステファン・ウロシュ2世 セルビア王 | ステファン・ウロシュ2世 セルビア王 | ステファン・ウロシュ2世 セルビア王 | ステファン・ウロシュ2世 セルビア王 | ステファン・ウロシュ2世 セルビア王 |          |          | スミレツ | スミレツ | スミレツ | スミレツ | スミレツ    | スミレツ    |             |             |             |             |  |  |  |  |
|                                              |                                              |                                              |                                              |                                              |                                              |  |  |                          |                          |                          |                          |                                                      |                                                      |                                                      |                                                      |                                                      |                                                      |                              |                              |                              |                              |                       |                       |                        |                        |                        |                        |                        |                        |                  |                  |                                          |                                          |                                          |                                          |                                          |                                          |                           |                           |                                 |                                 |                                 |                                 |                                 |                                 |                          |                          |                          |                          |                     |                     |                     |                     |                |                |                              |                              |                              |                              |                              |                              |                     |                     |                     |                     |                     |                     |                     |                     |                  |                  |                                    |                                    |                                    |                                    |                                    |                                    |                                    |                                    |                                    |                                    |          |          |          |          |          |          |             |             |             |             |             |             |  |  |  |  |
|                                              |                                              |                                              |                                              |                                              |                                              |  |  |                          |                          |                          |                          |                                                      |                                                      |                                                      |                                                      |                                                      |                                                      |                              |                              |                              |                              |                       |                       |                        |                        |                        |                        |                        |                        |                  |                  |                                          |                                          |                                          |                                          |                                          |                                          |                           |                           |                                 |                                 |                                 |                                 |                                 |                                 |                          |                          |                          |                          |                     |                     |                     |                     |                |                |                              |                              |                              |                              |                              |                              |                     |                     |                     |                     |                     |                     |                     |                     |                  |                  |                                    |                                    |                                    |                                    |                                    |                                    |                                    |                                    |                                    |                                    |          |          |          |          |          |          |             |             |             |             |             |             |  |  |  |  |
|                                              |                                              |                                              |                                              |                                              |                                              |  |  |                          |                          |                          |                          |                                                      |                                                      |                                                      |                                                      |                                                      |                                                      |                              |                              | ミハイル3世シシュマン        | ミハイル3世シシュマン        | ミハイル3世シシュマン | ミハイル3世シシュマン | ミハイル3世シシュマン  | ミハイル3世シシュマン  |                        |                        | アンナ・ネダ           | アンナ・ネダ           | アンナ・ネダ     | アンナ・ネダ     | アンナ・ネダ                             | アンナ・ネダ                             |                                          |                                          | キラツァ                                 | キラツァ                                 | キラツァ                  | キラツァ                  | キラツァ                        | キラツァ                        |                                 |                                 | ゲオルギ2世テルテル             | ゲオルギ2世テルテル             | ゲオルギ2世テルテル      | ゲオルギ2世テルテル      | ゲオルギ2世テルテル      | ゲオルギ2世テルテル      |                     |                     |                     |                     |                |                |                              |                              |                              |                              |                              |                              |                     |                     |                     |                     |                     |                     |                     |                     |                  |                  | ステファン・ウロシュ3世 セルビア王 | ステファン・ウロシュ3世 セルビア王 | ステファン・ウロシュ3世 セルビア王 | ステファン・ウロシュ3世 セルビア王 | ステファン・ウロシュ3世 セルビア王 | ステファン・ウロシュ3世 セルビア王 |                                    |                                    | テオドラ                           | テオドラ                           | テオドラ | テオドラ | テオドラ | テオドラ |          |          | イヴァン2世 | イヴァン2世 | イヴァン2世 | イヴァン2世 | イヴァン2世 | イヴァン2世 |  |  |  |  |
|                                              |                                              |                                              |                                              |                                              |                                              |  |  |                          |                          |                          |                          |                                                      |                                                      |                                                      |                                                      |                                                      |                                                      |                              |                              | ミハイル3世シシュマン        | ミハイル3世シシュマン        | ミハイル3世シシュマン | ミハイル3世シシュマン | ミハイル3世シシュマン  | ミハイル3世シシュマン  |                        |                        | アンナ・ネダ           | アンナ・ネダ           | アンナ・ネダ     | アンナ・ネダ     | アンナ・ネダ                             | アンナ・ネダ                             |                                          |                                          | キラツァ                                 | キラツァ                                 | キラツァ                  | キラツァ                  | キラツァ                        | キラツァ                        |                                 |                                 | ゲオルギ2世テルテル             | ゲオルギ2世テルテル             | ゲオルギ2世テルテル      | ゲオルギ2世テルテル      | ゲオルギ2世テルテル      | ゲオルギ2世テルテル      |                     |                     |                     |                     |                |                |                              |                              |                              |                              |                              |                              |                     |                     |                     |                     |                     |                     |                     |                     |                  |                  | ステファン・ウロシュ3世 セルビア王 | ステファン・ウロシュ3世 セルビア王 | ステファン・ウロシュ3世 セルビア王 | ステファン・ウロシュ3世 セルビア王 | ステファン・ウロシュ3世 セルビア王 | ステファン・ウロシュ3世 セルビア王 |                                    |                                    | テオドラ                           | テオドラ                           | テオドラ | テオドラ | テオドラ | テオドラ |          |          | イヴァン2世 | イヴァン2世 | イヴァン2世 | イヴァン2世 | イヴァン2世 | イヴァン2世 |  |  |  |  |
|                                              |                                              |                                              |                                              |                                              |                                              |  |  |                          |                          |                          |                          |                                                      |                                                      |                                                      |                                                      |                                                      |                                                      |                              |                              |                              |                              |                       |                       |                        |                        |                        |                        |                        |                        |                  |                  |                                          |                                          |                                          |                                          |                                          |                                          |                           |                           |                                 |                                 |                                 |                                 |                                 |                                 |                          |                          |                          |                          |                     |                     |                     |                     |                |                |                              |                              |                              |                              |                              |                              |                     |                     |                     |                     |                     |                     |                     |                     |                  |                  |                                    |                                    |                                    |                                    |                                    |                                    |                                    |                                    |                                    |                                    |          |          |          |          |          |          |             |             |             |             |             |             |  |  |  |  |
|                                              |                                              |                                              |                                              |                                              |                                              |  |  |                          |                          |                          |                          |                                                      |                                                      |                                                      |                                                      |                                                      |                                                      |                              |                              |                              |                              |                       |                       |                        |                        |                        |                        |                        |                        |                  |                  |                                          |                                          |                                          |                                          |                                          |                                          |                           |                           |                                 |                                 |                                 |                                 |                                 |                                 |                          |                          |                          |                          |                     |                     |                     |                     |                |                |                              |                              |                              |                              |                              |                              |                     |                     |                     |                     |                     |                     |                     |                     |                  |                  |                                    |                                    |                                    |                                    |                                    |                                    |                                    |                                    |                                    |                                    |          |          |          |          |          |          |             |             |             |             |             |             |  |  |  |  |
|                                              |                                              |                                              |                                              |                                              |                                              |  |  |                          |                          |                          |                          |                                                      |                                                      |                                                      |                                                      |                                                      |                                                      |                              |                              |                              |                              |                       |                       | イヴァン・ステファン   | イヴァン・ステファン   | イヴァン・ステファン   | イヴァン・ステファン   | イヴァン・ステファン   | イヴァン・ステファン   |                  |                  | イヴァン・アレクサンダル                 | イヴァン・アレクサンダル                 | イヴァン・アレクサンダル                 | イヴァン・アレクサンダル                 | イヴァン・アレクサンダル                 | イヴァン・アレクサンダル                 |                           |                           | ヘレナ                          | ヘレナ                          | ヘレナ                          | ヘレナ                          | ヘレナ                          | ヘレナ                          |                          |                          |                          |                          |                     |                     |                     |                     |                |                |                              |                              |                              |                              |                              |                              |                     |                     |                     |                     |                     |                     |                     |                     |                  |                  |                                    |                                    |                                    |                                    | ステファン・ウロシュ4世 セルビア王 | ステファン・ウロシュ4世 セルビア王 | ステファン・ウロシュ4世 セルビア王 | ステファン・ウロシュ4世 セルビア王 | ステファン・ウロシュ4世 セルビア王 | ステファン・ウロシュ4世 セルビア王 |          |          |          |          |          |          |             |             |             |             |             |             |  |  |  |  |
|                                              |                                              |                                              |                                              |                                              |                                              |  |  |                          |                          |                          |                          |                                                      |                                                      |                                                      |                                                      |                                                      |                                                      |                              |                              |                              |                              |                       |                       | イヴァン・ステファン   | イヴァン・ステファン   | イヴァン・ステファン   | イヴァン・ステファン   | イヴァン・ステファン   | イヴァン・ステファン   |                  |                  | イヴァン・アレクサンダル                 | イヴァン・アレクサンダル                 | イヴァン・アレクサンダル                 | イヴァン・アレクサンダル                 | イヴァン・アレクサンダル                 | イヴァン・アレクサンダル                 |                           |                           | ヘレナ                          | ヘレナ                          | ヘレナ                          | ヘレナ                          | ヘレナ                          | ヘレナ                          |                          |                          |                          |                          |                     |                     |                     |                     |                |                |                              |                              |                              |                              |                              |                              |                     |                     |                     |                     |                     |                     |                     |                     |                  |                  |                                    |                                    |                                    |                                    | ステファン・ウロシュ4世 セルビア王 | ステファン・ウロシュ4世 セルビア王 | ステファン・ウロシュ4世 セルビア王 | ステファン・ウロシュ4世 セルビア王 | ステファン・ウロシュ4世 セルビア王 | ステファン・ウロシュ4世 セルビア王 |          |          |          |          |          |          |             |             |             |             |             |             |  |  |  |  |
|                                              |                                              |                                              |                                              |                                              |                                              |  |  |                          |                          |                          |                          |                                                      |                                                      |                                                      |                                                      |                                                      |                                                      |                              |                              |                              |                              |                       |                       |                        |                        |                        |                        |                        |                        |                  |                  |                                          |                                          |                                          |                                          |                                          |                                          |                           |                           |                                 |                                 |                                 |                                 |                                 |                                 |                          |                          |                          |                          |                     |                     |                     |                     |                |                |                              |                              |                              |                              |                              |                              |                     |                     |                     |                     |                     |                     |                     |                     |                  |                  |                                    |                                    |                                    |                                    |                                    |                                    |                                    |                                    |                                    |                                    |          |          |          |          |          |          |             |             |             |             |             |             |  |  |  |  |
|                                              |                                              |                                              |                                              |                                              |                                              |  |  |                          |                          |                          |                          |                                                      |                                                      |                                                      |                                                      |                                                      |                                                      |                              |                              |                              |                              |                       |                       |                        |                        |                        |                        |                        |                        |                  |                  |                                          |                                          |                                          |                                          |                                          |                                          |                           |                           |                                 |                                 |                                 |                                 |                                 |                                 |                          |                          |                          |                          |                     |                     |                     |                     |                |                |                              |                              |                              |                              |                              |                              |                     |                     |                     |                     |                     |                     |                     |                     |                  |                  |                                    |                                    |                                    |                                    |                                    |                                    |                                    |                                    |                                    |                                    |          |          |          |          |          |          |             |             |             |             |             |             |  |  |  |  |
|                                              |                                              |                                              |                                              |                                              |                                              |  |  |                          |                          |                          |                          |                                                      |                                                      |                                                      |                                                      |                                                      |                                                      |                              |                              |                              |                              |                       |                       | イヴァン・スラツィミル | イヴァン・スラツィミル | イヴァン・スラツィミル | イヴァン・スラツィミル | イヴァン・スラツィミル | イヴァン・スラツィミル |                  |                  | イヴァン・シシュマン                     | イヴァン・シシュマン                     | イヴァン・シシュマン                     | イヴァン・シシュマン                     | イヴァン・シシュマン                     | イヴァン・シシュマン                     |                           |                           |                                 |                                 |                                 |                                 |                                 |                                 |                          |                          |                          |                          |                     |                     |                     |                     |                |                |                              |                              |                              |                              |                              |                              |                     |                     |                     |                     |                     |                     |                     |                     |                  |                  | ステファン・ウロシュ5世 セルビア王 | ステファン・ウロシュ5世 セルビア王 | ステファン・ウロシュ5世 セルビア王 | ステファン・ウロシュ5世 セルビア王 | ステファン・ウロシュ5世 セルビア王 | ステファン・ウロシュ5世 セルビア王 |                                    |                                    |                                    |                                    |          |          |          |          |          |          |             |             |             |             |             |             |  |  |  |  |
|                                              |                                              |                                              |                                              |                                              |                                              |  |  |                          |                          |                          |                          |                                                      |                                                      |                                                      |                                                      |                                                      |                                                      |                              |                              |                              |                              |                       |                       | イヴァン・スラツィミル | イヴァン・スラツィミル | イヴァン・スラツィミル | イヴァン・スラツィミル | イヴァン・スラツィミル | イヴァン・スラツィミル |                  |                  | イヴァン・シシュマン                     | イヴァン・シシュマン                     | イヴァン・シシュマン                     | イヴァン・シシュマン                     | イヴァン・シシュマン                     | イヴァン・シシュマン                     |                           |                           |                                 |                                 |                                 |                                 |                                 |                                 |                          |                          |                          |                          |                     |                     |                     |                     |                |                |                              |                              |                              |                              |                              |                              |                     |                     |                     |                     |                     |                     |                     |                     |                  |                  | ステファン・ウロシュ5世 セルビア王 | ステファン・ウロシュ5世 セルビア王 | ステファン・ウロシュ5世 セルビア王 | ステファン・ウロシュ5世 セルビア王 | ステファン・ウロシュ5世 セルビア王 | ステファン・ウロシュ5世 セルビア王 |                                    |                                    |                                    |                                    |          |          |          |          |          |          |             |             |             |             |             |             |  |  |  |  |
|                                              |                                              |                                              |                                              |                                              |                                              |  |  |                          |                          |                          |                          |                                                      |                                                      |                                                      |                                                      |                                                      |                                                      |                              |                              |                              |                              |                       |                       | コンスタンティン2世    |                        |                        |                        |                        |                        |                  |                  |                                          |                                          |                                          |                                          |                                          |                                          |                           |                           |                                 |                                 |                                 |                                 |                                 |                                 |                          |                          |                          |                          |                     |                     |                     |                     |                |                |                              |                              |                              |                              |                              |                              |                     |                     |                     |                     |                     |                     |                     |                     |                  |                  |                                    |                                    |                                    |                                    |                                    |                                    |                                    |                                    |                                    |                                    |          |          |          |          |          |          |             |             |             |             |             |             |  |  |  |  |